# Paris Saint-Germain Football Club
Il Paris Saint-Germain Football Club (pronuncia francese: paʁi sɛ̃ ʒɛʁmɛ̃), meglio conosciuto come Paris Saint-Germain o più semplicemente PSG (pronuncia francese: pɛ̃ ɛ̃s ʒɛ), è una società calcistica francese con sede a Parigi. Milita in Ligue 1, massima serie del campionato francese di calcio.
Il club venne fondato nel 1970 a seguito della fusione tra il Paris FC e lo Stade Saint-Germain per opera della Federazione calcistica francese con lo scopo di colmare l'assenza di una squadra parigina nella massima serie nazionale. Il completo tradizionale del club è una maglietta di colore blu con una barra rossa al centro incorniciata da due linee bianche. Lo stemma invece rappresenta la Tour Eiffel stilizzata, sotto la quale c’è il fleur de lys (giglio), simbolo della città di Saint-Germain e della monarchia francese.
In ambito internazionale è la prima squadra in Francia per numero di titoli ufficiali vinti (4), una Coppa delle Coppe (vinta nel 1996), una Coppa Intertoto UEFA (2001), una UEFA Champions League (2024-2025) e una Supercoppa UEFA (2025), nonché l'unica compagine francese ad aver centrato il treble, cioè la vittoria in una singola stagione di campionato, coppa nazionale e UEFA Champions League.
In ambito nazionale è la prima squadra in Francia per numero di titoli ufficiali vinti (51). Nella bacheca del club figurano: 13 campionati, 16 coppe nazionali, 9 Coppe di Lega e 13 supercoppe nazionali, tutti record a livello nazionale. Complessivamente il club si è aggiudicato 55 trofei ufficiali (51 nazionali e 4 internazionali), che la rendono la squadra più vincente in Francia davanti all'Olympique Marsiglia (27) e una delle più blasonate al mondo.
Con l'Olympique Marsiglia sussiste la più accesa rivalità del calcio francese, denominata le Classique ("il classico"). Il club partecipa ininterrottamente alla Ligue 1 dalla stagione 1974-1975, ed è diventata la prima squadra francese a disputare più di 44 edizioni consecutive del massimo campionato francese, superando il precedente record del Nantes, che ne aveva disputate ininterrottamente 44 dal 1963 al 2007. Dal 1974 la squadra disputa le partite interne nel Parco dei Principi, stanziato nel XVI arrondissement di Parigi. Come degna rappresentante della Ville Lumière, i colori sociali del club sono il blu, il rosso e il bianco, gli stessi della bandiera di Parigi. Nel 1994 il PSG fu nominato Squadra mondiale dell'anno dall'IFFHS.

## Storia

### Dagli albori agli anni novanta

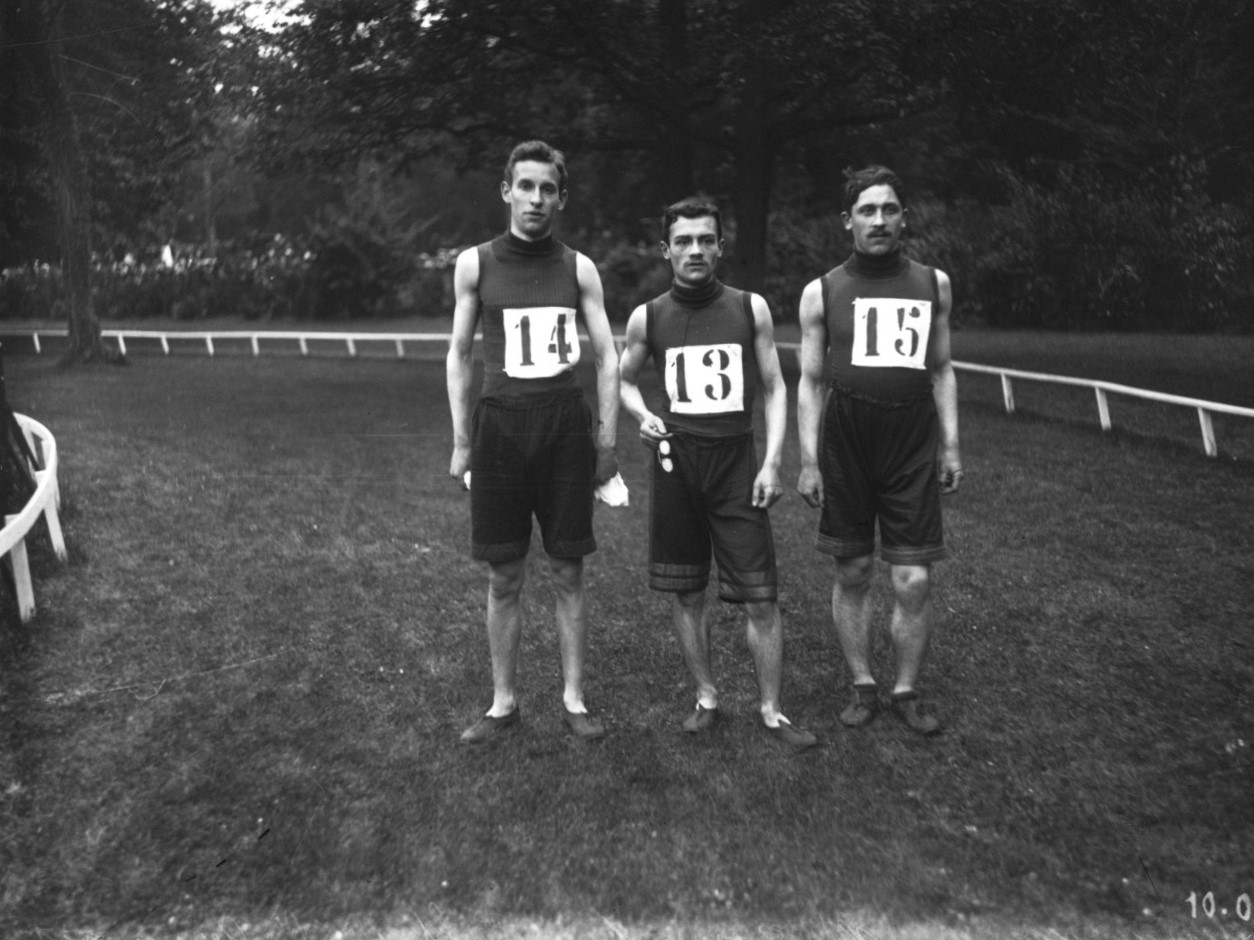
Giocatori dello Stade Saint-Germain (una delle due squadre che hanno dato origine al PSG) il 20 maggio 1906

L'attuale Paris Saint-Germain deriva dalla fusione, avvenuta il 12 agosto 1970, dello Stade Saint-Germain (fondato nel 1904 a Saint-Germain-en-Laye, nei dintorni di Parigi) con il Paris Football Club, club nato per rinverdire i fasti del calcio parigino dopo la retrocessione sia del C.A. Paris che del Racing Club, due formazioni storiche della capitale francese. Il PSG giocò il campionato di seconda divisione 1970-1971 e lo vinse, venendo promosso in massima serie. Dopo il primo campionato in prima divisione, nel maggio 1972, su pressione del consiglio comunale della città di Parigi, la squadra si divise in Paris FC, che rimase in prima divisione, e Paris Saint-Germain, che passò in terza divisione come squadra di dilettanti. Nel 1973 il PSG fu promosso in seconda divisione, grazie alla rinuncia alla partecipazione a questo campionato da parte del Quevilly-Rouen per ragioni economiche (costi eccessivi per rimodernare lo stadio e trasferte ritenute troppo lontane e costose per una squadra amatoriale), riguadagnando, così, il professionismo.
In questi anni Daniel Hechter assunse la guida della società insieme ai soci Jean-Paul Belmondo, Francis Borelli, Charles Talar e Bernard Brochand; la collaborazione fra Henri Patrelle e Daniel Hechter, iniziata il 15 giugno 1973 con la firma di un contratto tra il PSG e Hechter, durò meno di un anno. Il contratto serviva per proteggere ufficialmente il nome e i colori del club, per evitare quanto successo in precedenza al PFC.
La sede della società venne, infatti, trasferita nella città di Saint-Germain-en-Laye, a circa 15 km da Parigi, con Patrelle che conservò il titolo di presidente del club e Hechter che, pur essendo ufficialmente solo presidente del comitato di gestione, aveva di fatto un ruolo preminente nella guida della società. Col trascorrere dei mesi si instaurò una lotta tra i due uomini per avere il pieno controllo della società; nonostante queste vicissitudini interne, nel giugno 1974 la squadra ottenne la promozione in massima serie in seguito a un vittorioso spareggio contro il Valenciennes. Nella stessa stagione il Paris FC retrocesse in seconda divisione, consentendo così al PSG di iniziare a giocare al Parco dei Principi, dove disputa tuttora le sue partite casalinghe. A partire da questa stagione il Paris Saint-Germain ha giocato ininterrottamente nella massima serie francese. All'indomani della promozione Hechter divenne ufficialmente presidente del club, ruolo che mantenne fino al 1978. Fra i calciatori più rappresentativi della squadra parigina di queste stagioni ci sono Jean-Pierre Dogliani, Mustapha Dahleb e François M'Pelé; fra gli allenatori, invece, sono degni di nota Velibor Vasović e Jean-Michel Larqué.
Sempre in questi anni nacque la divisa storica del club che, pur con alcune modifiche, è alla base anche di quella attualmente in uso; a disegnarla contribuì lo stesso Hechter, la cui presidenza fu, tuttavia, segnata da diversi problemi finanziari e terminò nel gennaio 1978 a causa di uno scandalo relativo alla doppia biglietteria del Parco dei Principi. Il successore di Hechter fu Francis Borelli, che guidò il club per 13 anni. Sotto il suo controllo il PSG si aggiudicò i suoi primi trofei: nel 1982 vinse il primo titolo, la Coppa di Francia, replicata l'anno successivo e seguita dal titolo nazionale nel 1985-1986, sotto la guida del nuovo allenatore Gérard Houllier.

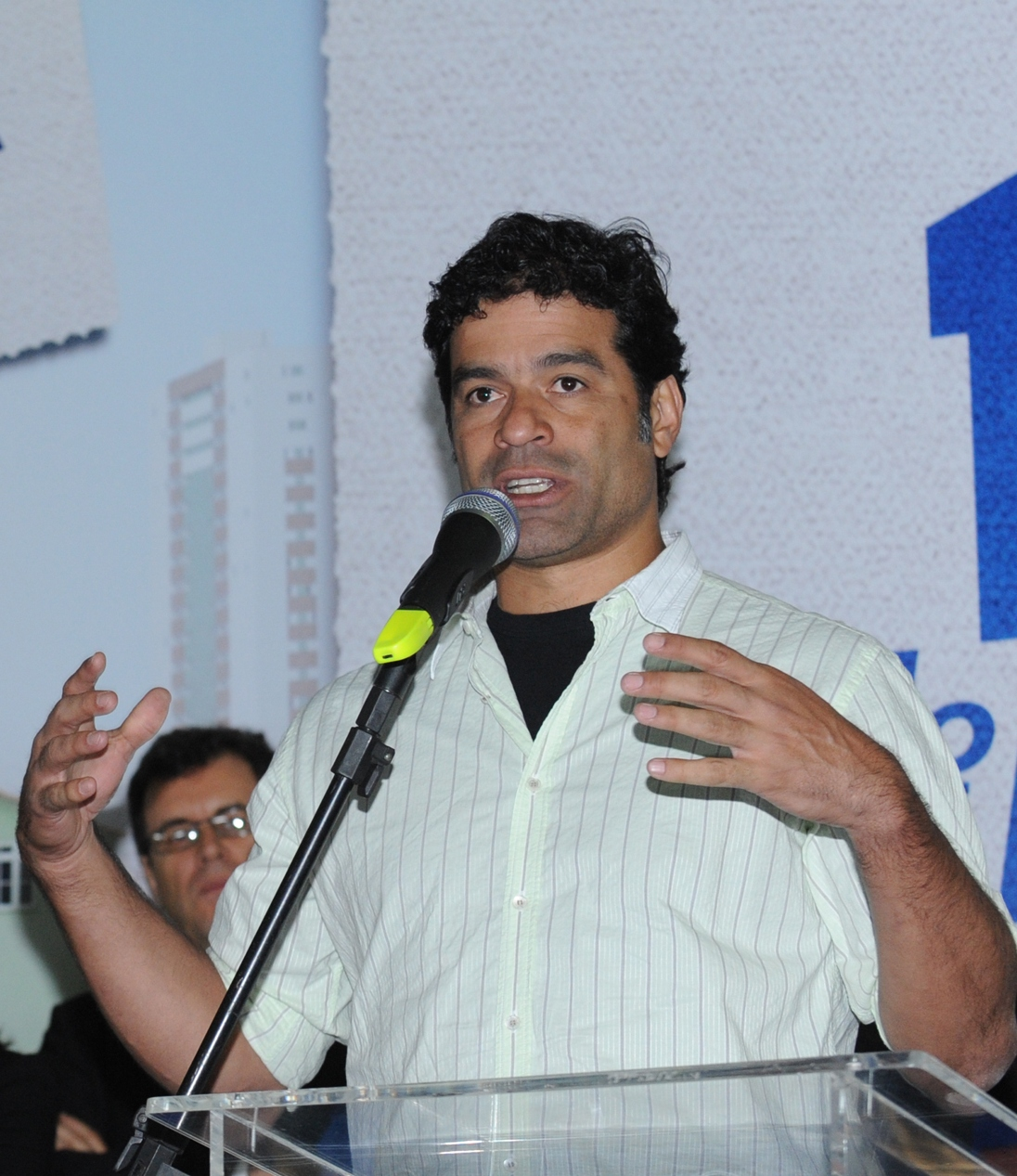
Raí, campione del mondo nel 1994

### La gestione di Canal+
Nel 1991 Borelli fu costretto a consegnare il controllo del club al colosso televisivo Canal+, che investì molto nel PSG per competere con l'Olympique Marsiglia, dando così inizio a un'intensa rivalità tra i due club. Gli anni novanta furono ricchi di soddisfazioni per i tifosi della principale squadra di Parigi, che vinse il titolo nazionale del 1993-1994 e la Coppa delle Coppe 1995-1996, per poi perdere la finale della competizione l'anno successivo. Il Paris Saint-Germain si affermò, inoltre, come uno dei club di vertice delle coppe europee, con una serie di 5 semifinali consecutive ottenute in varie competizioni UEFA tra il 1992 e il 1997.
Negli ultimi anni della gestione Canal+, la squadra non ottenne risultati di grande rilievo, a parte due secondi posti in campionato nel 1999-2000 e nel 2003-2004, annata in cui mise in bacheca per la sesta volta la Coppa di Francia. Nel 2001 la squadra parigina riuscì ad accedere ai gironi della Coppa UEFA dopo aver vinto la Coppa Intertoto. Tra i giocatori che vestirono la maglia del PSG nei tre lustri della gestione di Canal+ si ricordano George Weah, Raí, Leonardo, Youri Djorkaeff, David Ginola, Bernard Lama, Jay-Jay Okocha e Ronaldinho.

### Anni di transizione
Dopo quindici anni di gestione Canal+ cedette il club ad un consorzio formato da Colony Capital, Butler Capital Partners e Morgan Stanley per 41 milioni di euro, dopo che il PSG aveva contratto numerosi debiti sotto la direzione del canale televisivo. Dopo risultati altalenanti della squadra (una salvezza sofferta e piazzamenti modesti), nel 2008 Colony Capital acquistò tutte le azioni di Morgan Stanley e con esse il controllo del 95% del club. La stagione 2009-2010 fu la prima nella storia del calcio francese in cui un club vinse la coppa nazionale sia con la squadra femminile sia con quella maschile: il PSG vinse la Coppa di Francia, mentre la sezione femminile il Challenge de France.

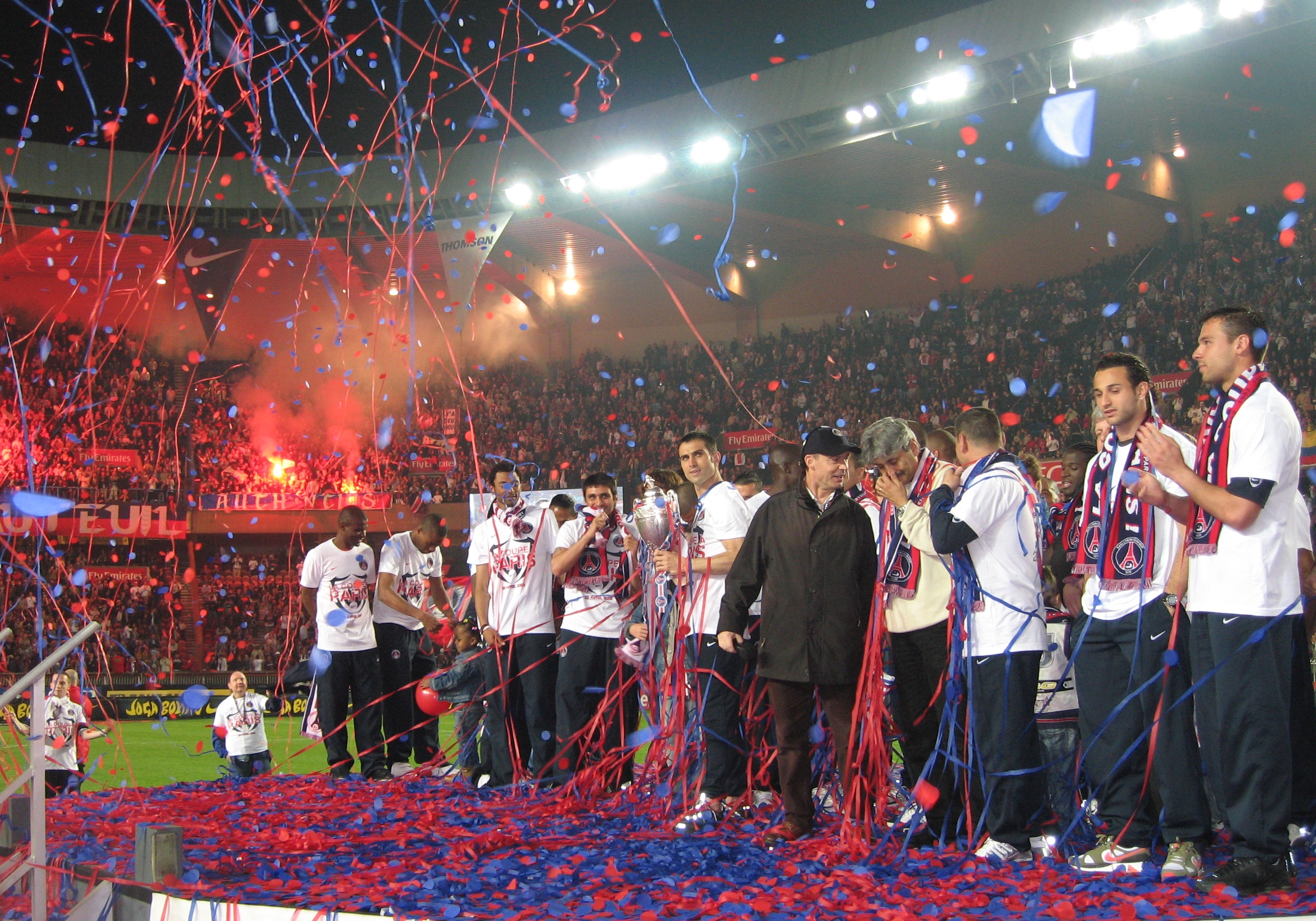
Festeggiamenti per la vittoria della Coppa di Francia nel 2006

### La gestione qatariota e la vittoria della Champions League
Nell'estate 2011 Qatar Investment Authority acquistò il club parigino, permettendo l'aumento del budget in vista della finestra estiva del calciomercato. Al contempo il ritiro di Coupet e di Makélélé e la cessione al Monaco di Giuly sancirono la fine del progetto portato avanti nell'era Colony Capital, con al centro giocatori molto esperti. Tra le prime mosse della nuova dirigenza vi fu l'ingaggio, come direttore sportivo, di Leonardo, che portò con sé in Francia diversi giocatori del campionato italiano quali Jérémy Ménez dalla Roma, Salvatore Sirigu, Mohamed Sissoko, Javier Pastore, oltre a Blaise Matuidi, Kévin Gameiro e Diego Lugano. Qualche mese dopo il ruolo di direttore generale fu assegnato a Jean-Claude Blanc.
La squadra fu affidata nel 2011 al tecnico Carlo Ancelotti, sotto la cui gestione furono compiuti, negli anni seguenti, copiosi investimenti in sede di calciomercato, con gli innesti di Ezequiel Lavezzi, del giovane centrocampista italiano Marco Verratti dei milanisti Thiago Silva e Zlatan Ibrahimović, di Lucas e della stella inglese David Beckham. Il tecnico italiano riportò i parigini alla vittoria del titolo nazionale nel 2012-2013, pur non raccogliendo successi in ambito continentale.

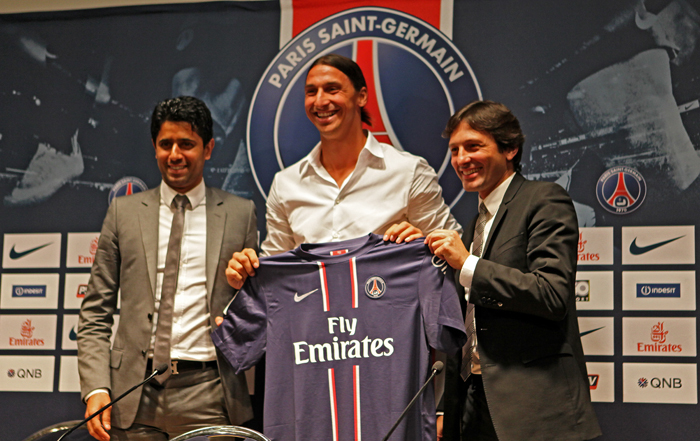
Zlatan Ibrahimović durante la conferenza stampa di presentazione al PSG, con il presidente Nasser Al-Khelaïfi e l'allora direttore sportivo Leonardo

Passato nelle mani del tecnico Laurent Blanc, il PSG, ulteriormente rinforzato con gli arrivi di Edinson Cavani per la somma record di 64 milioni di euro, David Luiz e, successivamente, di Ángel Di María, in un triennio vinse tre campionati, due Coppe di Francia, tre Supercoppe di Francia e tre Coppa di Lega francese, ma mancò ancora il trionfo europeo.

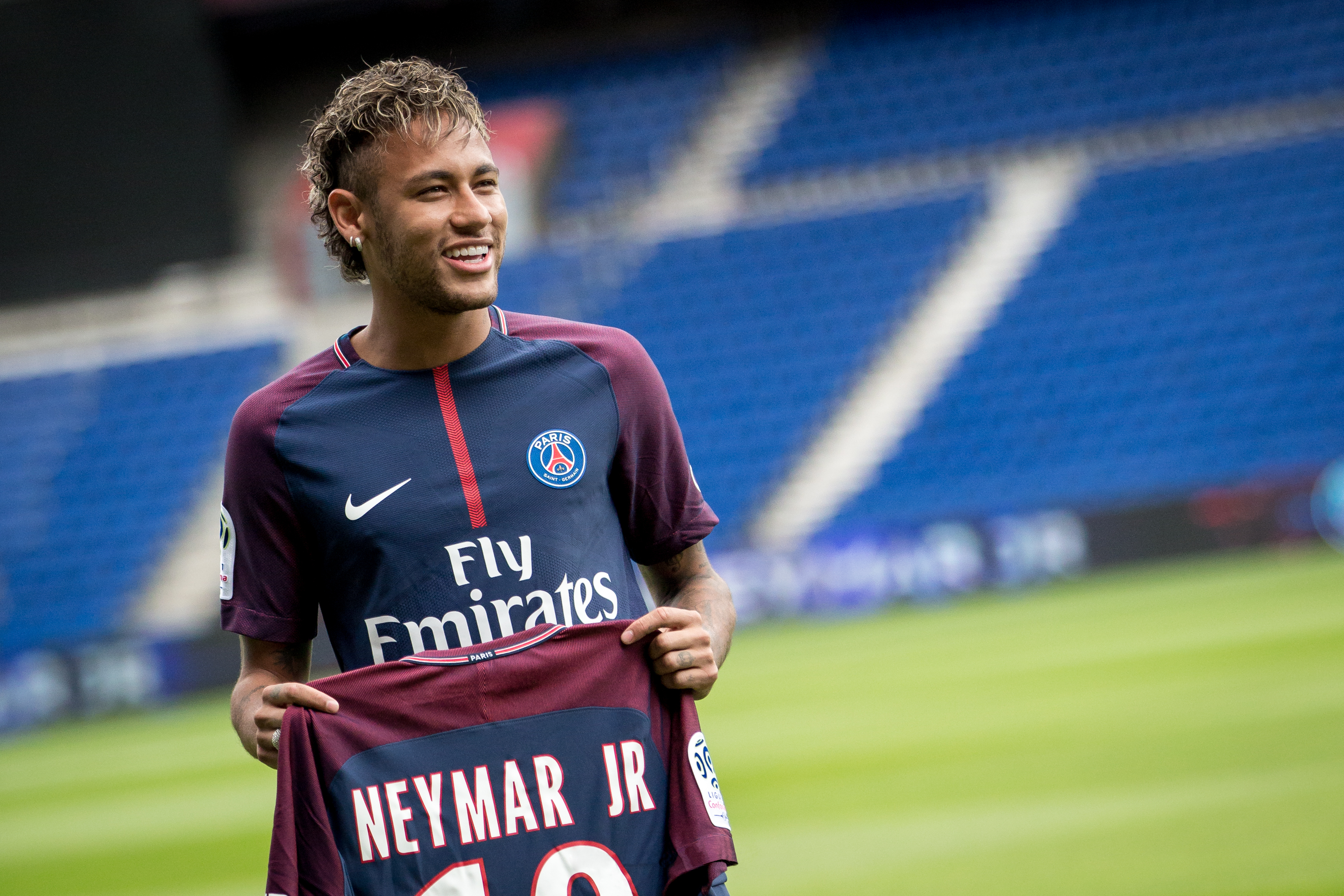
Neymar nel giorno della sua presentazione al Parco dei Principi di Parigi, nel 2017.

La stagione 2016-2017 segnò l'inizio di un nuovo ciclo per il club. Infatti, all'atto dell'insediamento nel 2011, la dirigenza qatariota aveva fissato tra gli obiettivi la conquista della UEFA Champions League entro cinque anni. Per questa ragione Blanc, nonostante l'en-plein di trofei nazionali messo a segno nelle ultime due annate di gestione, fu esonerato e sostituito con Unai Emery, reduce da trionfi europei con il Siviglia. In un biennio lo spagnolo vinse un campionato, due Coppe di Francia, due Supercoppe di Francia e due Coppe di Lega francese, ma in ambito europeo fu bruciante l'eliminazione subita nella UEFA Champions League 2016-2017, a seguito di un clamoroso e storico capitombolo nella sfida di ritorno contro il Barcellona (sconfitta per 6-1 dopo aver vinto per 4-0 all'andata).
In vista della stagione successiva, la campagna acquisti estiva fu da record, con gli ingaggi della giovane promessa Kylian Mbappé, sottratta proprio ai rivali del Monaco, e della stella brasiliana Neymar, acquistata dal Barcellona per la cifra di 222 milioni di euro, che ne fanno il calciatore più costoso di sempre. L'ingente sforzo economico consentì al club parigino di tornare a vincere il campionato, oltre alla coppa nazionale, la Coppa di Lega e la Supercoppa di Francia, ma nuove amarezze patite in ambito continentale spinsero la dirigenza a cambiare nuovamente la guida tecnica. Fu Thomas Tuchel, che poté contare anche sul portiere Gianluigi Buffon, ad assumere nel 2018 le redini della squadra, condotta alla vittoria di campionato, e Supercoppa di Francia, ma il tedesco fallì sul palcoscenico continentale, oltre che, in una sola stagione, nelle altre due coppe nazionali, evento che non si verificava dalla stagione 2012-2013.
Nel 2019 Leonardo tornò a ricoprire il ruolo di direttore sportivo e acquistò l'argentino Mauro Icardi. Nell'annata 2019-2020, segnata dalla sospensione del campionato francese a causa della pandemia di COVID-19, il Paris Saint-Germain si aggiudicò la Supercoppa di Francia e il titolo nazionale, eguagliando l'Olympique Marsiglia a quota nove titoli francesi, oltre a raggiungere, dopo venticinque anni, le semifinali della UEFA Champions League e poi, per la prima volta, la finale del torneo, persa per 0-1 contro il Bayern Monaco.
Nel triennio seguente la dirigenza continuò a portare a Parigi grandi nomi quali Georginio Wijnaldum, Achraf Hakimi, Gianluigi Donnarumma, Sergio Ramos e, soprattutto, la stella Lionel Messi, strappata al Barcellona. Il PSG vinse due campionati, una Coppa di Francia e due Supercoppe di Francia, ma i vari tecnici alternatisi sulla panchina dei parigini non riuscirono a portare il club al successo in ambito europeo.
Nel 2023 l'allenatore Luis Enrique inaugurò un progetto incentrato maggiormente su giocatori giovani e talentuosi, cedendo alcune grandi stelle: prima Messi e Neymar, poi, nel 2024, Mbappé lasciarono il club parigino. Al primo anno sulla panchina dei parigini il tecnico asturiano vinse il campionato e la Coppa di Francia. Alla sua seconda stagione, oltre a bissare nuovamente le vittorie di entrambi i tornei nazionali, lo spagnolo condusse il club parigino alla prima storica vittoria della UEFA Champions League, ottenuta sconfiggendo l'Inter nella finale dell'Allianz Arena di Monaco di Baviera con il risultato di 5-0, maggiore scarto di sempre in una finale del torneo.

## Colori e simboli

### Colori

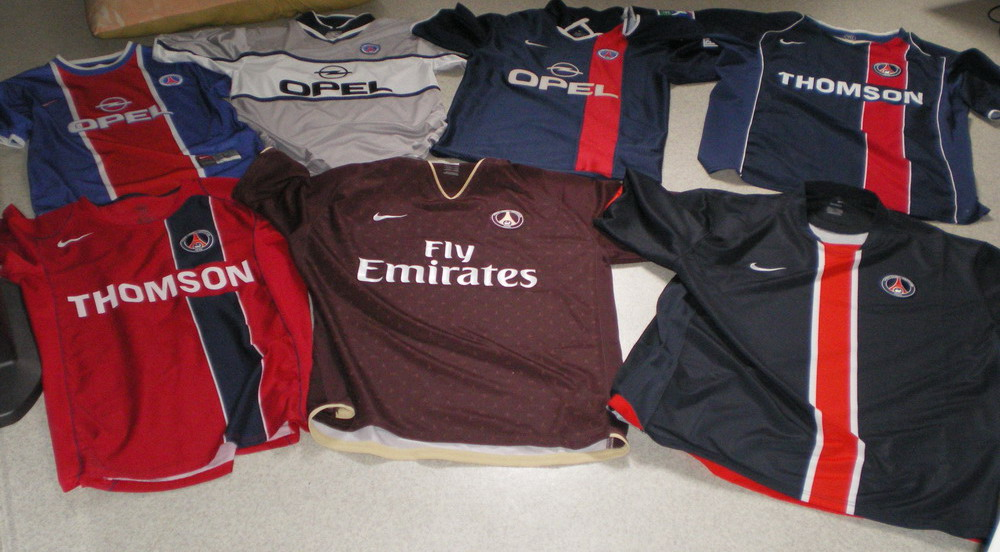
Magliette storiche del PSG

Sin dagli albori fino alla fusione con il Paris FC, lo Stade Saint-Germain si vestì con una divisa completamente bianca. Nel 1970 l'appena fondato Paris Saint-Germain scelse di abbinare i consueti pantaloncini bianchi con una maglietta rossa e calzettoni blu, riassumento così i colori di Parigi. Tre anni dopo lo stilista Daniel Hechter, nuovo proprietario della società, ideò una nuova maglietta casalinga destinata a diventare iconica: blu con una barra verticale rossa al centro incorniciata da due linee bianche; tale design gli fu ispirato da un lato dalla divisa dell'Ajax (Hechter era infatti estimatore di Johan Cruijff), dall'altro dalla tipica livrea di una Ford Mustang, caratterizzata dalla presenza di una banda longitudinale a contrasto sul cofano motore.
Negli anni ottanta il successore Francis Borelli modificò ulteriormente la divisa, che diventò bianca con una barra rossoblu a sinistra. A seguito della cessione del pacchetto azionario al gruppo Canal+ venne ripristinato lo schema disegnato da Hecter, che subì poi diverse modifiche: nel 2000-2001 venne tolta l'incorniciatura bianca, mentre dall'anno dopo si passò a un blu sempre più scuro, nonché talora all'apposizione decentrata del "palo" rosso. Dal 2009 in poi si è assistito a varie sperimentazioni, che pur senza quasi mai venir meno allo schema "blu-palo rosso" (fanno eccezione la maglia blu con strisce rosse del 2009-2010, la divisa rossa del 2010-2011 e la "total blue" del 2021-2022, che non hanno mancato di causare contestazioni da parte della tifoseria), lo hanno declinato in soluzioni estrose ed elaborate.
Il 21 novembre 2015, in memoria delle vittime degli attentati di Parigi, la maglia indossata nella partita di campionato a Lorient e nelle due gare successive, di cui una in Champions League, recava le parole JE SUIS PARIS; al termine dei tre incontri le magliette vennero vendute e il ricavato devoluto ad associazioni benefiche.
| 1970-1973 | 1971-1973 | 1973-1974 | 1974-1975 | 1975-1977 | 1977-1978 | 1978-1981 | 1981-1990 | 1987      | 1992-1993 |
| 1993-1994 | 1994-1996 | 1996-1997 | 1997-1998 | 1998-2000 | 2000-2001 | 2001-2002 | 2002-2003 | 2003-2004 | 2004-2005 |
| 2005-2006 | 2006-2007 | 2007-2008 | 2008-2009 | 2009-2010 | 2010-2011 | 2011-2012 | 2012-2013 | 2013-2014 | 2014-2015 |
| 2015-2016 | 2016-2017 | 2017-2018 | 2018-2019 | 2019-2020 | 2020-2021 | 2021-2022 | 2022-2023 | 2023-2024 | 2024-2028 |

### Simboli ufficiali

#### Stemma
L'emblema originale della società parigina presentava un pallone da calcio azzurro con struttura a pentagoni ed esagoni, con una "toppa" bianca contenente una nave rossa (mutuata dallo stemma civico di Parigi), il tutto sovrastante la ragione sociale a caratteri stampatelli rossi.
Nel 1972 fece la sua comparsa un nuovo logotipo, imperniato sulla raffigurazione in rosso della Tour Eiffel, delineata da profili bianchi, con al di sotto la culla regale di Saint-Germain-en-Laye (allegoria della nascita di re Luigi XIV di Francia, noto anche con la denominazione di Roi Soleil - Re Sole). Autore di questa identità fu lo stilista-patron Daniel Hechter (ideatore, come detto, della divisa della società). Nei periodi 1982-1986 e 1987-1990 venne aggiunto nella parte inferiore dell'insieme il disegno del Parco dei Principi.
Nella stagione 1986-1987 venne brevemente utilizzato un simbolo più semplice: un cerchio bianco con due elementi rossi e blu che evocavano sia la Tour Eiffel, sia l'immagine delle gambe di un calciatore; fece seguito il ripristino del logo di Hechter.
Con la proprietà del Gruppo Canal+, negli anni novanta, venne introdotto un nuovo stemma disegnato dal direttore artistico Étienne Robial; scompaiono sia la Tour Eiffel che la culla regale, sostituiti da un semplice lettering della ragione sociale inscritta in rettangoli rossoblu. Già alla fine del ventesimo secolo i dirigenti decisero però di ritornare sui loro passi, anche se con qualche modifica: ai bordi dello stemma ideato da Hechter fu aggiunto un cerchio bianco con la trascrizione della denominazione della società e dell'anno di fondazione.
Nel 2013 i nuovi proprietari del Qatar Sports Investments modificano ulteriormente il logo societario, dandogli una tonalità di blu più chiara, mettendo in evidenza la parola Paris e spostando il nome Saint-Germain in basso al posto dell’anno di fondazione. Al centro rimane la Tour Eiffel stilizzata, sotto la quale c’è il fleur de lys, simbolo della città di Saint-Germain e della monarchia francese, declinato in oro; scompare per contro la culla di Luigi XIV.

#### Inno
L'inno ufficiale del PSG è Allez Paris Saint-Germain, ideato dai tifosi parigini (Les Parisiens) in occasione del quarantesimo anniversario dalla fondazione della società, avvenuta nel 1970. Come sottofondo musicale viene scelta la canzone Go West nella versione dei Pet Shop Boys, mentre il testo risalta la passione dei tifosi verso il PSG con parole rivolte anche allo stadio, alla città e all'ambizione di vincere ogni partita. Inoltre è ripetuta per sedici volte la frase che ne dà il titolo, quattro volte Allez PSG e termina con La la lalalalala.

#### Mascotte

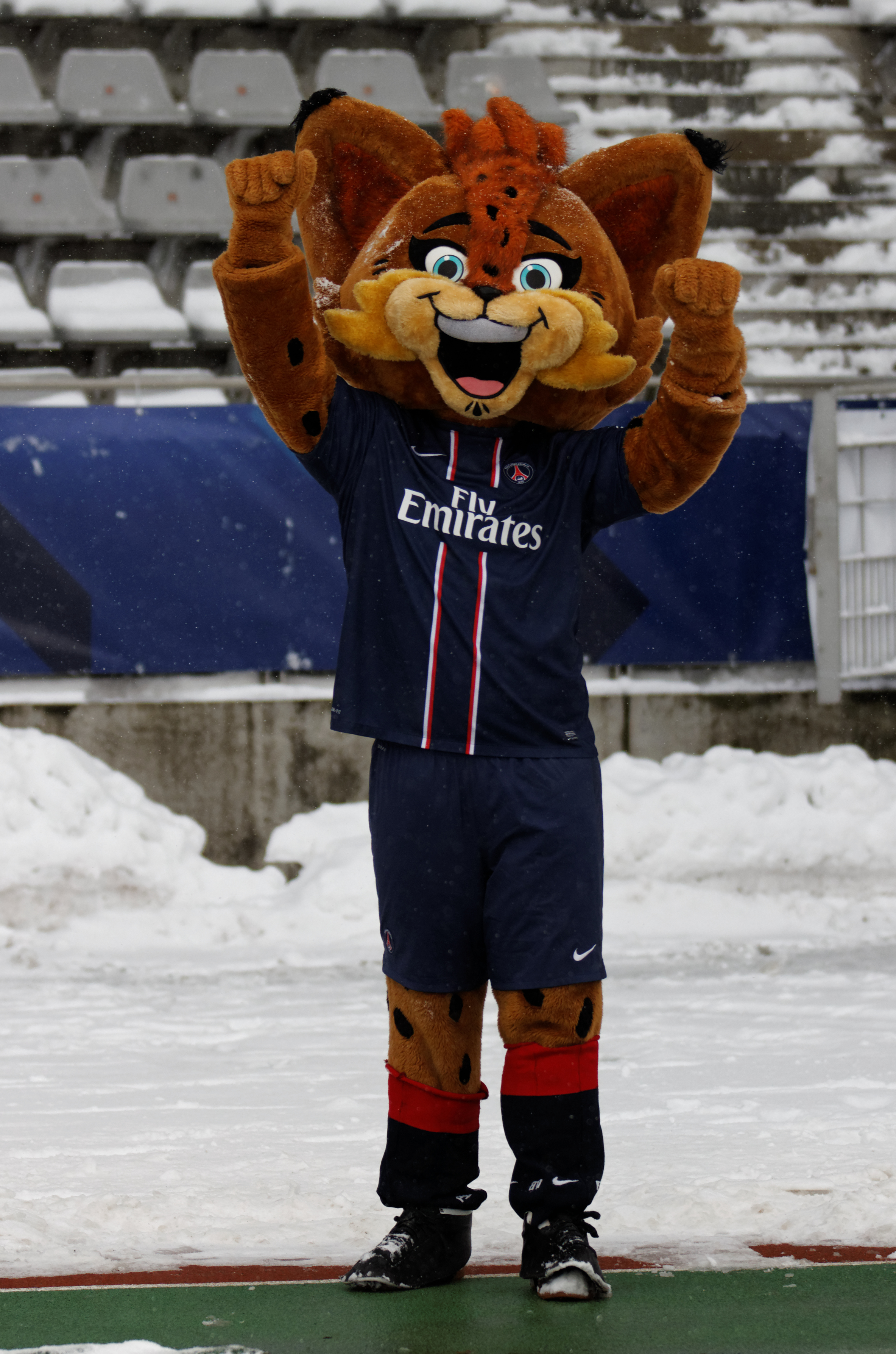
Germain, la mascotte del Paris Saint-Germain dal 2010 al 2015

Nella storia del Paris Saint-Germain, a fianco dei tradizionali simboli societari hanno ciclicamente trovato spazio anche alcune mascotte, indirizzate soprattutto ai tifosi più giovani. Tra queste si ricorda Germain le Lynx (in carica dal 2010 al 2015), una lince antropomorfa dagli occhi azzurri con il compito di attirare l'affetto del pubblico deluso per gli insuccessi delle passate stagioni, che è entrata da subito nelle grazie degli spettatori parigini. Dal 2015 la mascotte ufficiale della squadra è Magic Nounours, un orsacchiotto di peluche blu che porta la divisa della società della capitale.

## Strutture

### Stadio

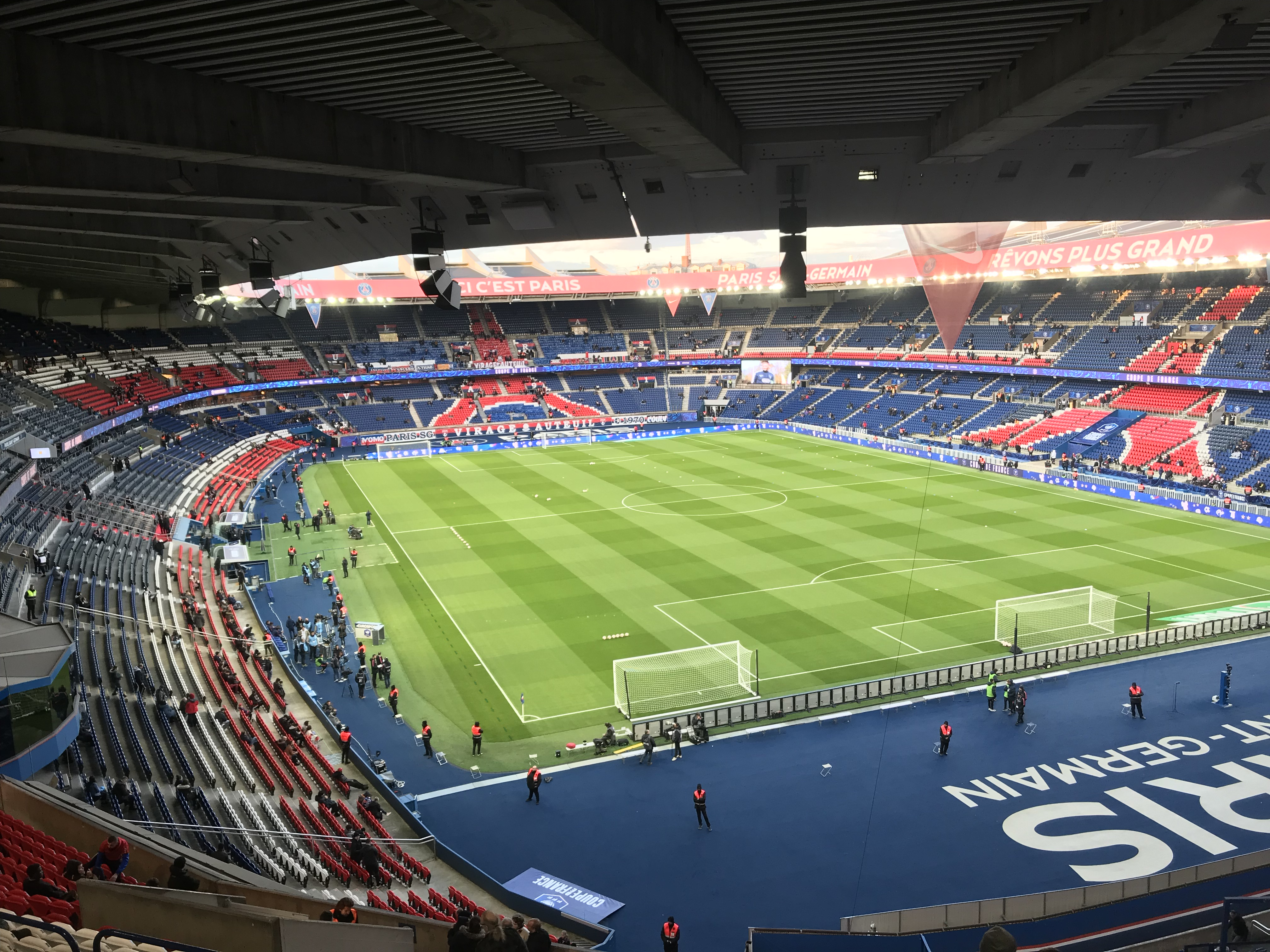
Il Parco dei Principi, attuale impianto dei parigini

Il primo stadio utilizzato dal PSG fu lo stadio Georges Lefèvre, situato a Saint-Germain-en-Laye. Inizialmente noto come Camp des Loges, fu utilizzato principalmente dallo Stade Saint-Germain dal 1904 al 1974. Tuttora ospita le partite delle selezioni minori del PSG.
Nei periodi successivi, il club giocò allo stadio Jean-Bouin di Parigi, allo Stade de Paris di Saint-Ouen e allo Stadio Olimpico Yves-du-Manoir di Colombes. Il primo impianto, inaugurato nel 1925, fu utilizzato dal PSG per alcune partite della stagione 1970-1971, ma per via delle basse affluenze registrate rispetto allo stadio Georges-Lefèvre la squadra parigina preferì spostare altrove la sede di propri incontri casalinghi. L'impianto di Saint-Ouen - oggi noto con il nome stade Bauer in onore del medico Jean-Claude Bauer - fu messo a disposizione del club per ospitare la prima partita della stagione 1971-1972, a causa dell'opera di ristrutturazione che precludeva l'utilizzo del Parco dei Principi. L'ultimo stadio citato - situato a Colombes - fu utilizzato sporadicamente nella stagione 1971-1972, oltre ad esser stato impiegato dal 1977 al 1979.
L'attuale stadio che ospita le partite casalinghe del PSG è il Parco dei Principi, inaugurato nel 1897, ma utilizzato dai parigini successivamente alla terza ristrutturazione ad opera dell'architetto Roger Taillibert, effettuata nel 1972, volta a eliminare la pista d'atletica. In precedenza lo stadio era principalmente un velodromo che ospitava le partite della Nazionale francese di calcio. La prima apparizione nel rinnovato impianto risale al 13 agosto 1974, contro il Metz. Nella prima metà degli anni 2000 è stata portata a termine un'ingente opera di ristrutturazione che ha interessato principalmente l'area degli spogliatoi, l'ampliamento dei posti in tribuna vip, la sistemazione del prato e la nuova area stampa.

### Centro di allenamento

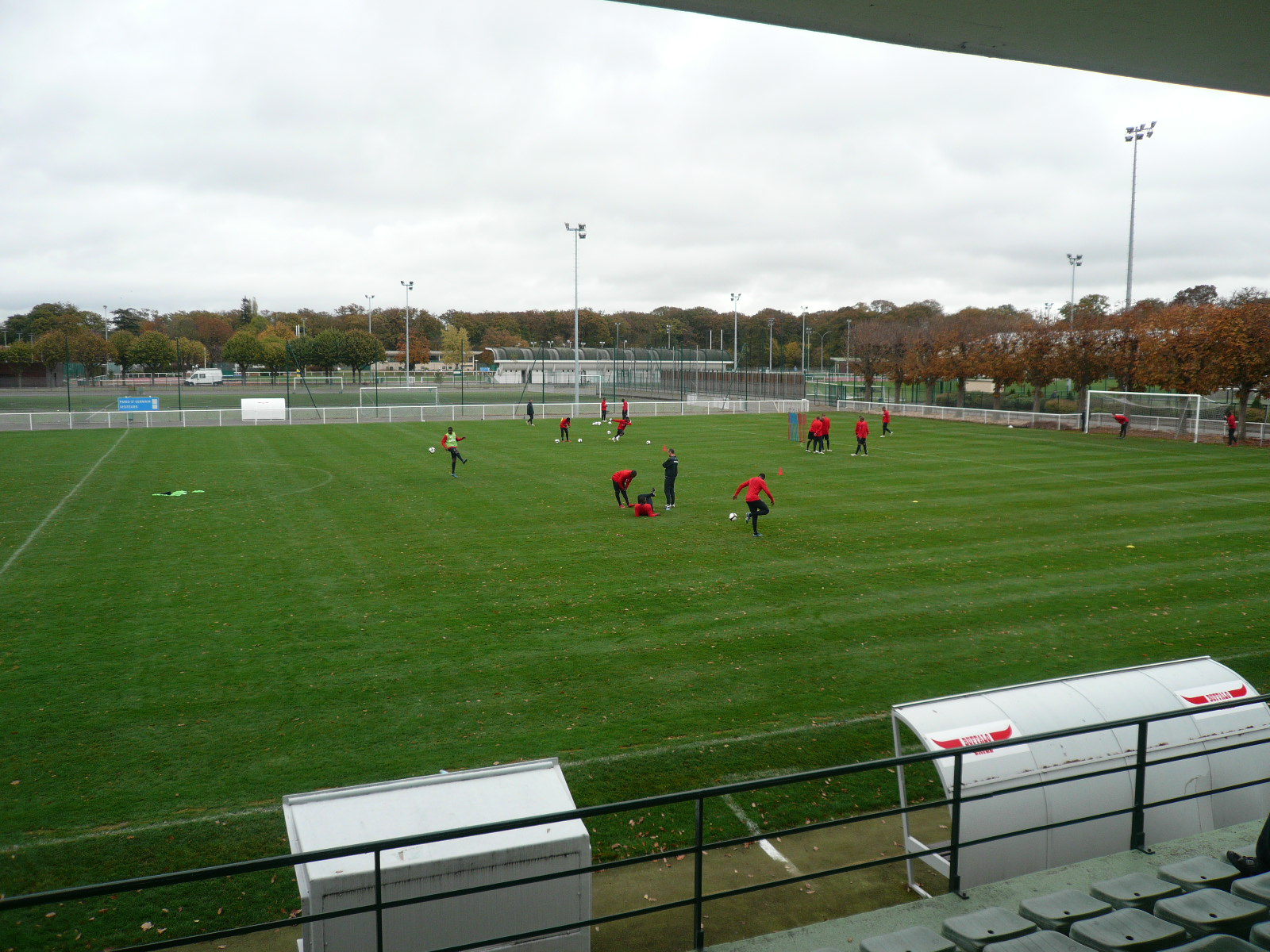
Il Camp des Loges, oggi noto come Centre d'entraînement Ooredoo, primo campo da gioco del club e centro di formazione

L'attuale centro di formazione del Paris Saint-Germain è il Campus PSG. Il Campus PSG, ufficialmente noto come Campus Paris Saint-Germain, è il campo di allenamento del Paris Saint-Germain Football Club.Situato a Poissy, ha sostituito il Camp des Loges, lo storico impianto di allenamento del club nella vicina Saint-Germain-en-Laye. Di proprietà e finanziato dal club, l'impianto riunisce le squadre di calcio (maschile e femminile), di pallamano e di judo del PSG, nonché le accademie di calcio e pallamano.
Il club dispone anche di un centro di preformazione per i ragazzi dai 15 anni in giù, situato a Verneuil-sur-Seine, nel dipartimento delle Yvelines.

## Società
(Nasser Al-Khelaïfi durante l'acquisto del Paris Saint-Germain)
Il Paris Saint-Germain Football Club è una società per azioni a capitale interamente privato da ormai più di 25 anni, specializzato verso la disciplina calcistica. Dal 2011 la società che controlla la maggioranza del capitale azionario del Paris Saint-Germain è il fondo sovrano qatariota Qatar Investment Authority, controllato attualmente da Ahmad Al Sayed, mentre all'origine dell'acquisto vi era Hamad bin Khalifa al-Thani, che l'anno successivo ne ha acquistato il 100% dalla Colony Capital.
| Anno | Evoluzione sull'anno passato | Fatturato |
| ---- | ---------------------------- | --------- |
| 2010 | -10                          | 80        |
| 2011 | +70                          | 150       |
| 2012 | +150                         | 300       |
| 2013 | +100                         | 400       |
| 2014 | +90                          | 490       |
| 2015 | +0                           | 490       |
| 2016 | +10                          | 500       |
| 2017 | +40                          | 540       |
| 2018 | -40                          | 500       |

Il primo bilancio finanziario del PSG è stato pubblicato nella stagione 1970-1971, dove si nota che le perdite furono di 205 200 franchi e le entrate di 1 776 950 franchi (l'equivalente di 270 894 euro). Nel 1990 la squadra ebbe un deficit di 50 milioni di franchi anche per via di insuccessi sportivi e di uno stadio non di proprietà, il che costrinse il presidente Borelli a cedere il capitale al Gruppo Canal+ per il 49%, mentre il restante alla Società anonima SAOS. Nel 1997 il gruppo televisivo acquistò la maggioranza del club, mentre le quote della SAOS scesero al 34%. Nonostante buoni successi sportivi iniziali che aumentarono gli introiti negli anni novanta, la società calcistica tornò ad avere nel 2005 un deficit di 13,456 milioni di euro; Canal+ decise pertanto di cedere le sue quote a un consorzio formato da Colony Capital, Butler Capital Partners e Morgan Stanley per 41 milioni di euro. Anche sotto la nuova direzione il PSG non riuscì a ottenere significativi successi sportivi e pertanto nel 2011 fu venduto alla Qatar Sports Investiments, che, grazie agli apporti del fondo sovrano qatariota, aumentò il budget della squadra in modo consistente, da 80 milioni di euro nel 2010 a 450 milioni nel 2014; consentendo così l'acquisto di vari giocatori di alto livello tra cui Zlatan Ibrahimović e Thiago Silva. Questa strategia rende il Paris Saint-Germain una delle squadre europee più popolari, nonché la francese più seguita all'estero. Nel 2016 l'azienda americana Deloitte pone i parigini al quarto posto nella classifica delle squadre calcistiche più ricche con 480,5 milioni di euro dopo il Real Madrid, il Barcellona e il Manchester United. Nel maggio 2017, la società di revisione olandese KPMG ha provveduto a stimare il valore del PSG ad 1 miliardo di euro, mentre il quotidiano francese Les Échos prevede che le entrate del club aumenteranno in seguito all'arrivo di Neymar dell'agosto 2017, grazie al merchandising e ad una certa rivalutazione dei diritti TV del campionato. Grazie in particolare ai suoi azionisti qatarioti, il PSG è il secondo club più potente del mondo a livello finanziario secondo lo studio Football Finance 100 svolto da Soccerex pubblicato nel gennaio 2019. Durante la stagione 2017/2018, il PSG ha venduto quasi 800.000 maglie, registrando infatti un aumento delle entrate di merchandising.

### Organigramma societario
Di seguito è riportato l'organigramma societario del club, tratto dal sito ufficiale della Ligue de Football Professionnel.
Proprietà

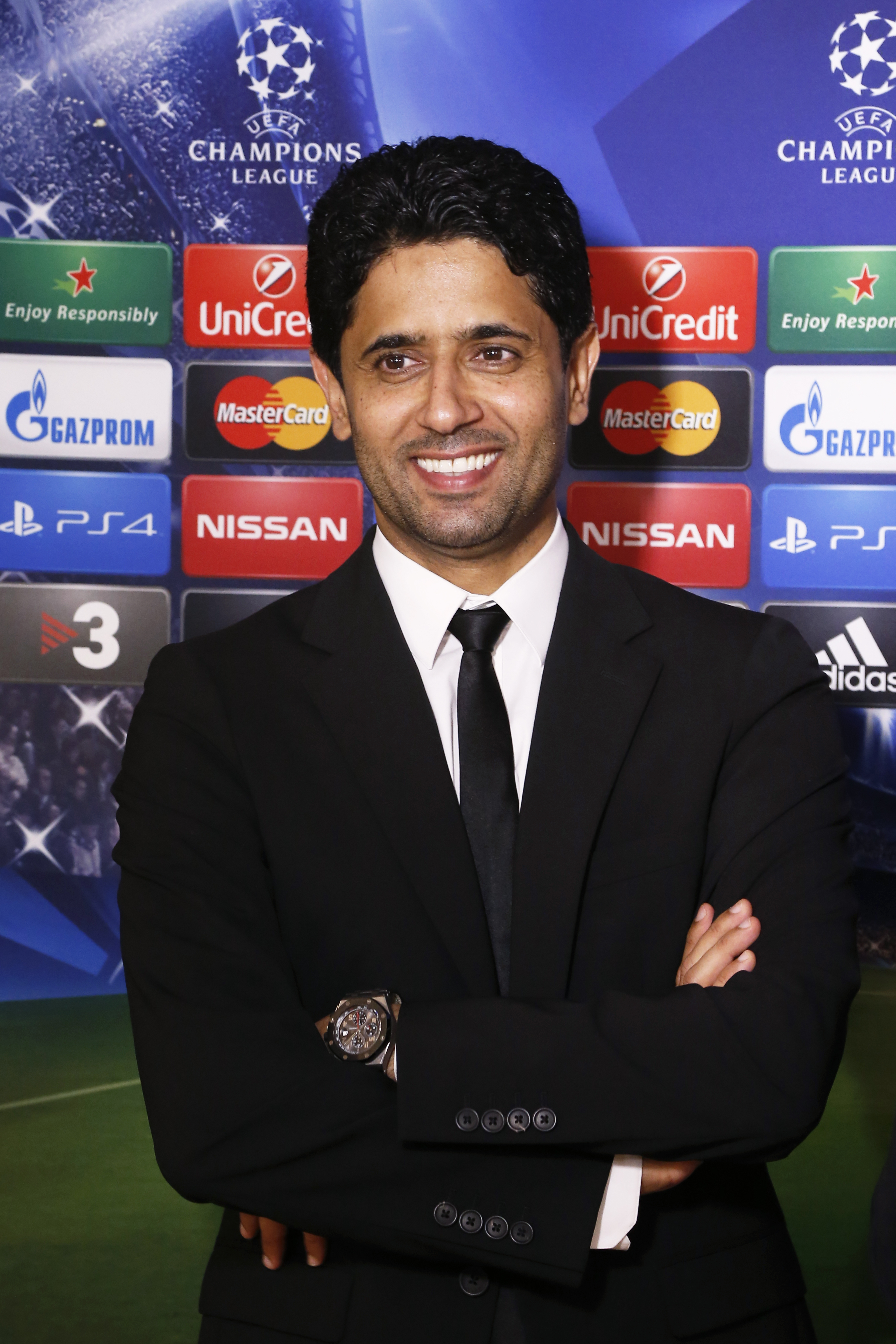
Nasser Al-Khelaïfi, presidente del PSG dall'ottobre 2011

- Tamim bin Hamad al-Thani (attraverso Qatar Investment Authority)

Area direttiva
- Nasser Al-Khelaïfi - Presidente
- Victoriano Melero - Amministratore delegato
- Luís Campos - Direttore Sportivo
- Angelo Castellazzi - Direttore Sportivo aggiunto
- Maxwell Scherrer - Coordinatore Sportivo
- Yohan Cabaye- Direttore del Centro di Formazione e Preformazione
- Cyrille Carrière - Direttore Tecnico del Centro di Formazione

Area organizzativa
- Benoît Rousseau - Segretario Generale
- Nicolas Arndt - Direttore della Biglietteria
- Michel Besnard - Direttore della Sicurezza

Area marketing
- Marc Armstrong - Direttore Marketing

Area comunicazione
- Jean-Martial Ribes - Direttore della Comunicazione
- Joseph Oakeshott - Media Manager Internazionale
- Yann Guerin - Ufficio stampa

### Sponsor
| Cronologia degli sponsor tecnici - 1970-1975 Le Coq Sportif - 1975-1976 Kopa - 1975-1976 Adidas - 1976-1977 Le Coq Sportif - 1977-1978 Pony - 1977-1978 Kopa - 1978-1986 Le Coq Sportif - 1986-1989 Adidas - 1989-oggi Nike - 2018-oggi Air Jordan (terza maglia) | Cronologia degli sponsor ufficiali - 1972-1973 Montréal - 1973-1974 Canada Dry - 1974-1991 RTL - 1986-1988 Canal+ - 1988-1989 La Cinq - 1989-1990 TDK - 1990-1991 Alain Afflelou - 1991-1993 Müller - 1991-1994 Commodore International - 1992-1995 Tourtel - 1993-1995 SEAT - 1994-1995 Líptoníc (solo per le partite di Champions League) - 1995-2002 Opel - 2002-2006 Thomson - 2006-2019 Emirates - 2019-2022 Accor - 2022-oggi Qatar Airways |

### Sedi sociali e campi di gioco
| Cronologia delle sedi sociali - Stagione 1970-71: Avenue du Général-Sarrail, 20-40 - Stagione 1971-72: Rue du docteur Bauer, 92 - Dal 1977 al 1979: Rue François Faber, 12 - Dal 1974: Rue du Commandant Guilbaud, 24 | Cronologia dei campi di gioco - Stagione 1970-71: Stadio Georges-Lefèvre - Stagione 1970-71: Stadio Jean Bouin - Stagione 1971-72: Stade de Paris - Dal 1972 al 1974: Stadio Georges-Lefèvre - Dal 1973: Parco dei Principi - Stagione 1974-75: Stadio olimpico Yves du Manoir - Dal 1977 al 1979: Stade de Paris |

### Impegno nel sociale
Il Paris Saint-Germain è attivo nel campo sociale e umanitario. Nel settembre 2000 la società parigina ha idealizzato un programma di Fondazione omonimo volto ad aiutare i giovani in difficoltà sociale o medica, a insegnare loro i valori dello sport, e a inserirli in attività sportive e pedagogiche. Sono all'incirca 165 000 i giovani disagiati che hanno usufruito di questo programma benefico dalla sua creazione. Dal 2016 la Fondazione si espande ulteriormente tramite l'apertura di un centro scolastico, il primo dopo sedici anni, denominato Ecole ROUGE & BLEU, stanziato nel XIX arrondissement di Parigi. Questo centro propone una combinazione di attività fisica e pedagogica ai bambini delle elementari in difficoltà sociale e scolastica.

### Settore giovanile
Il settore giovanile del Paris Saint-Germain Football Club è stato eletto quattro volte miglior formazione giovanile dalla FFF: nel 1989, 2011, 2013 e 2014. Vanta inoltre diversi successi in ambito nazionale, quali la vittoria della Coppa Gambardella nel 1991 (con altre tre finali disputate), del Campionato francese U19 nel 2006, 2010, 2011 e 2016, del Campionato francese U17 nel 2011 e 2016, del Campionato francese U15 nel 2012 e del Campionato francese cadetto nel 1988. È nota a livello internazionale per il raggiungimento della finale della UEFA Youth League nel 2016, persa 2-1 contro il Chelsea. La squadra giovanile parigina ha vinto anche due Alkass International Cup e un Tournoi de Montaigu.

## Diffusione nella cultura di massa
Secondo dei sondaggi da parte dell'Ipsos (2006) e poi del TNS Sofres (2007), il PSG è il terzo club francese per popolarità dopo Olympique Lione e Olympique Marsiglia. Nel 2009 un altro sondaggio da parte dell'IFOP ha posizionato il club parigino come seconda squadra per popolarità dopo i marsigliesi, con l'11% delle preferenze.
Si trovano diversi riferimenti al Paris Saint-Germain in ambito cinematografico: tra le opere di maggior rilevanza, figurano pellicole come Febbre da rigore (in francese Trois zéros, 2002) di Fabien Onteniente, Mon meilleur ami (2006) di Patrice Leconte e Les Francis (2014) di Fabrice Begotti. Alla squadra della capitale sono dedicate diverse canzoni, come il singolo Les Bobos di Renaud e PSG del gruppo musicale Les Wriggles, e diversi spettacoli, tra cui quello del duo comico Élie et Dieudonné con lo sketch intitolato Les supporters (negli anni novanta).
La squadra dispone di un sito internet ufficiale, psg.fr, e di una rivista mensile, «100% PSG». Il 3 agosto 2007 il PSG ha annunciato la formazione di una web TV, denominata PSG TV, che propone le partite più importanti dei parigini nel corso della loro storia.

## Allenatori e presidenti

### Allenatori
Sono più di trenta gli allenatori che dal 1970 hanno avuto la conduzione tecnica del Paris Saint-Germain. Il primo allenatore della storia dei parigini fu Pierre Phelipon, in panchina fino al 1972, anno in cui il PSG e il Paris FC si sono scissi in due società distinte. Invece il primo allenatore straniero fu Velibor Vasović, di nazionalità jugoslava, che si occupò della gestione del club per due stagioni. Nel giugno del 1973, la panchina parigina venne affidata a Just Fontaine, che conquistò l'accesso alla massima serie francese, dopo due anni vissuti nella terza e seconda divisione. Il primo trofeo alzato dai parigini è la Coupe de France del 1982 sotto la guida del tecnico francese Georges Peyroche, con il quale ripeté l'impresa la stagione successiva. Il primo campionato venne vinto nel 1985 per opera di Gérard Houllier. L'allenatore portoghese Artur Jorge, già vincitore della Champions League del 1987 con il Porto, si unisce al club parigino con cui vince un campionato e una coppa nazionale nelle 167 panchine disputate che lo rendono il quarto allenatore con maggiore numero di partite gestite nella storia della società nonché il primo tra allenatore stranieri. Infatti il podio è composto esclusivamente da allenatori francesi: Laurent Blanc (2013-2016) che nelle sue 173 partite gestite vinse 3 campionati, 3 supercoppe, 3 coppe di lega e 2 coppe di Francia; il già citato Georges Peyroche con 211 panchine e al primo posto Luis Fernández (1994-1996; 2000-2003) che nelle 244 panchine gestite ha alzato una Coppa delle Coppe, una coppa Intertoto, una coppa di Francia, una coppa di lega e una Supercoppa.
- 1970-1972  Pierre Phelipon
- 1972-1973  Robert Vicot
- 1973-1975  Just Fontaine e Robert Vicot
- 1975-1976  Just Fontaine e Robert Vicot (lug.-set.)
 Just Fontaine (set.-giu.)
- 1976-1977  Velibor Vasović (lug.-mag.)
 Ilija Pantelić e  Pierre Alonzo (mag.-giu.)
- 1977-1978  Jean-Michel Larqué
- 1978-1979  Jean-Michel Larqué (lug.-ago.)
 Pierre Alonzo (ago.-nov.)
 Velibor Vasović (nov.-giu.)
- 1979-1980  Velibor Vasović (ago.-ott.)
 Pierre Alonzo e  Camille Choquier (ott.-nov.)
 Georges Peyroche (nov.-giu.)
- 1980-1983  Georges Peyroche
- 1983-1984  Lucien Leduc (lug.-apr.)
 Georges Peyroche (apr.-giu.)
- 1984-1985  Georges Peyroche (lug.-apr.)
 Christian Coste (apr.-giu.)
- 1985-1987  Gérard Houllier
- 1987-1988  Gérard Houllier (lug.-ott.)
 Erick Mombaerts (ott.-giu.)
- 1988-1990  Tomislav Ivić
- 1990-1991  Henri Michel
- 1991-1994  Artur Jorge
- 1994-1996  Luis Fernández
- 1996-1998  Ricardo e  Joël Bats
- 1998-1999  Alain Giresse (lug.-ott.)
 Artur Jorge (ott.-mar.)
 Philippe Bergerôo (mar.-giu.)
- 1999-2000  Philippe Bergerôo
- 2000-2001  Philippe Bergerôo (giu.-dic.)
 Luis Fernández (dic.-lug.)
- 2001-2003  Luis Fernández
- 2003-2004  Vahid Halilhodžić
- 2004-2005  Vahid Halilhodžić (lug.-feb.)
 Laurent Fournier (feb.-giu.)
- 2005-2006  Laurent Fournier (lug.-dic.)
 Guy Lacombe (dic.-giu.)
- 2006-2007  Guy Lacombe (lug.-gen.)
 Paul Le Guen (gen.-giu.)
- 2007-2009  Paul Le Guen
- 2009-2011  Antoine Kombouaré
- 2011-2012  Antoine Kombouaré (lug.-dic.)
 Carlo Ancelotti (gen.-giu.)
- 2012-2013  Carlo Ancelotti
- 2013-2016  Laurent Blanc
- 2016-2018  Unai Emery
- 2018-2020  Thomas Tuchel
- 2020-2021  Thomas Tuchel (lug.-dic.)
 Mauricio Pochettino (gen.-giu.)
- 2021-2022  Mauricio Pochettino
- 2022-2023  Christophe Galtier
- 2023-  Luis Enrique

#### Statistiche

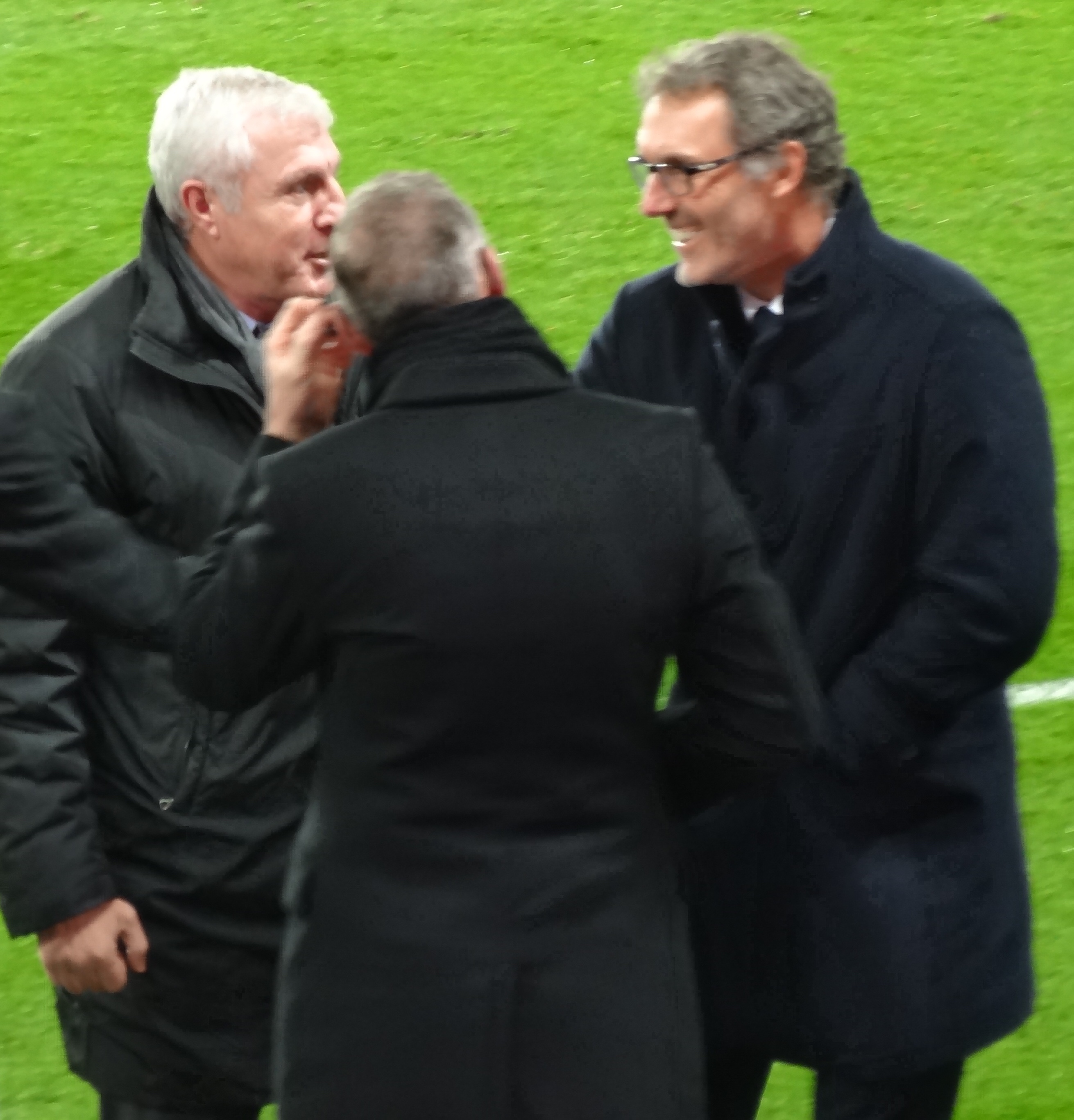
Luis Fernández e Laurent Blanc, vincitori in due di 16 trofei nella storia parigina

Aggiornato il 5 aprile 2025.
| N  | Naz.                            | Nome                | Dal             | Al              | G   | V   | P  | S  | GF  | GS  | DR   | %     |
| -- | ------------------------------- | ------------------- | --------------- | --------------- | --- | --- | -- | -- | --- | --- | ---- | ----- |
| 1  | Francia (bandiera)              | Pierre Phelipon     | agosto 1970     | maggio 1972     | 74  | 30  | 22 | 22 | 112 | 97  | +15  | 40.54 |
| 2  | Francia (bandiera)              | Robert Vicot        | agosto 1972     | agosto 1975     | 131 | 65  | 33 | 33 | 265 | 180 | +85  | 49.62 |
| 3  | Francia (bandiera)              | Just Fontaine       | settembre 1975  | giugno 1976     | 41  | 15  | 12 | 14 | 66  | 58  | +8   | 36.59 |
| 4  | Serbia (bandiera)               | Velibor Vasović     | agosto 1976     | maggio 1977     | 73  | 31  | 14 | 28 | 128 | 120 | +8   | 42.47 |
| 4  | Serbia (bandiera)               | Velibor Vasović     | novembre 1978   | ottobre 1979    | 73  | 31  | 14 | 28 | 128 | 120 | +8   | 42.47 |
| 5  | Serbia (bandiera)               | Ilija Pantelić      | maggio 1977     | giugno 1977     | 4   | 2   | 2  | 0  | 7   | 2   | +5   | 50.00 |
| 6  | Francia (bandiera)              | Jean-Michel Larqué  | agosto 1977     | agosto 1978     | 48  | 17  | 11 | 20 | 88  | 81  | +7   | 35.42 |
| 7  | Francia (bandiera)              | Pierre Alonzo       | agosto 1978     | novembre 1978   | 10  | 3   | 3  | 4  | 16  | 15  | +1   | 30.00 |
|    |                                 | Nessun allenatore   | 4 novembre 1978 | 4 novembre 1978 | 1   | 0   | 0  | 1  | 1   | 2   | −1   | 0.00  |
| 8  | Francia (bandiera)              | Camille Choquier    | ottobre 1979    | ottobre 1979    | 3   | 2   | 0  | 1  | 5   | 3   | +2   | 66.67 |
| 9  | Francia (bandiera)              | Georges Peyroche    | novembre 1979   | giugno 1983     | 211 | 100 | 46 | 65 | 350 | 273 | +77  | 47.39 |
| 9  | Francia (bandiera)              | Georges Peyroche    | aprile 1984     | marzo 1985      | 211 | 100 | 46 | 65 | 350 | 273 | +77  | 47.39 |
| 10 | Francia (bandiera)              | Lucien Leduc        | luglio 1983     | marzo 1984      | 38  | 17  | 12 | 9  | 56  | 39  | +17  | 44.74 |
| 11 | Francia (bandiera)              | Christian Coste     | aprile 1985     | giugno 1985     | 16  | 6   | 3  | 7  | 21  | 25  | −4   | 37.50 |
| 12 | Francia (bandiera)              | Gérard Houllier     | luglio 1985     | ottobre 1987    | 123 | 55  | 34 | 34 | 146 | 107 | +39  | 44.72 |
| 12 | Francia (bandiera)              | Gérard Houllier     | febbraio 1988   | giugno 1988     | 123 | 55  | 34 | 34 | 146 | 107 | +39  | 44.72 |
| 13 | Francia (bandiera)              | Erick Mombaerts     | ottobre 1987    | dicembre 1987   | 8   | 1   | 3  | 4  | 6   | 12  | −6   | 12.50 |
| 14 | Croazia (bandiera)              | Tomislav Ivić       | luglio 1988     | maggio 1990     | 86  | 41  | 21 | 24 | 111 | 88  | +23  | 47.67 |
| 15 | Francia (bandiera)              | Henri Michel        | luglio 1990     | maggio 1991     | 41  | 15  | 12 | 14 | 42  | 44  | −2   | 36.59 |
| 16 | Portogallo (bandiera)           | Artur Jorge         | luglio 1991     | maggio 1994     | 167 | 84  | 53 | 30 | 236 | 118 | +118 | 50.30 |
| 16 | Portogallo (bandiera)           | Artur Jorge         | ottobre 1998    | marzo 1999      | 167 | 84  | 53 | 30 | 236 | 118 | +118 | 50.30 |
| 17 | Francia (bandiera)              | Luis Fernández      | luglio 1994     | maggio 1996     | 244 | 125 | 61 | 58 | 361 | 209 | +152 | 51.23 |
| 17 | Francia (bandiera)              | Luis Fernández      | dicembre 2000   | maggio 2003     | 244 | 125 | 61 | 58 | 361 | 209 | +152 | 51.23 |
| 18 | Brasile (bandiera)              | Ricardo             | agosto 1996     | maggio 1998     | 106 | 54  | 24 | 28 | 164 | 106 | +58  | 50.94 |
| 19 | Francia (bandiera)              | Alain Giresse       | luglio 1998     | ottobre 1998    | 11  | 4   | 2  | 5  | 10  | 11  | −1   | 36.36 |
| 20 | Francia (bandiera)              | Philippe Bergeroo   | marzo 1999      | dicembre 2000   | 75  | 35  | 16 | 24 | 127 | 101 | +26  | 46.67 |
| 21 | Bosnia ed Erzegovina (bandiera) | Vahid Halilhodžić   | agosto 2003     | febbraio 2005   | 80  | 36  | 27 | 17 | 100 | 75  | +25  | 45.00 |
| 22 | Francia (bandiera)              | Laurent Fournier    | febbraio 2005   | dicembre 2005   | 36  | 17  | 7  | 12 | 47  | 38  | +9   | 47.22 |
| 23 | Francia (bandiera)              | Guy Lacombe         | gennaio 2006    | gennaio 2007    | 54  | 18  | 20 | 16 | 70  | 57  | +13  | 33.33 |
| 24 | Francia (bandiera)              | Paul Le Guen        | gennaio 2007    | maggio 2009     | 132 | 62  | 30 | 40 | 167 | 127 | +40  | 46.97 |
| 25 | Francia (bandiera)              | Antoine Kombouaré   | agosto 2009     | dicembre 2011   | 134 | 61  | 39 | 34 | 205 | 138 | +67  | 45.52 |
| 26 | Italia (bandiera)               | Carlo Ancelotti     | gennaio 2012    | maggio 2013     | 77  | 49  | 19 | 9  | 153 | 64  | +89  | 63.64 |
| 27 | Francia (bandiera)              | Laurent Blanc       | agosto 2013     | maggio 2016     | 173 | 126 | 31 | 16 | 391 | 126 | +265 | 72.83 |
| 28 | Spagna (bandiera)               | Unai Emery          | agosto 2016     | maggio 2018     | 114 | 87  | 15 | 12 | 312 | 92  | +220 | 76.32 |
| 29 | Germania (bandiera)             | Thomas Tuchel       | agosto 2018     | dicembre 2020   | 127 | 95  | 13 | 19 | 337 | 103 | +234 | 74.80 |
| 30 | Argentina (bandiera)            | Mauricio Pochettino | gennaio 2021    | luglio 2022     | 84  | 55  | 15 | 14 | 186 | 78  | +108 | 65.48 |
| 31 | Francia (bandiera)              | Christophe Galtier  | luglio 2022     | giugno 2023     | 50  | 34  | 6  | 10 | 120 | 53  | +67  | 68.00 |
| 32 | Spagna (bandiera)               | Luis Enrique        | luglio 2023     |                 | 99  | 69  | 19 | 11 | 248 | 92  | +156 | 69.70 |

### Presidenti

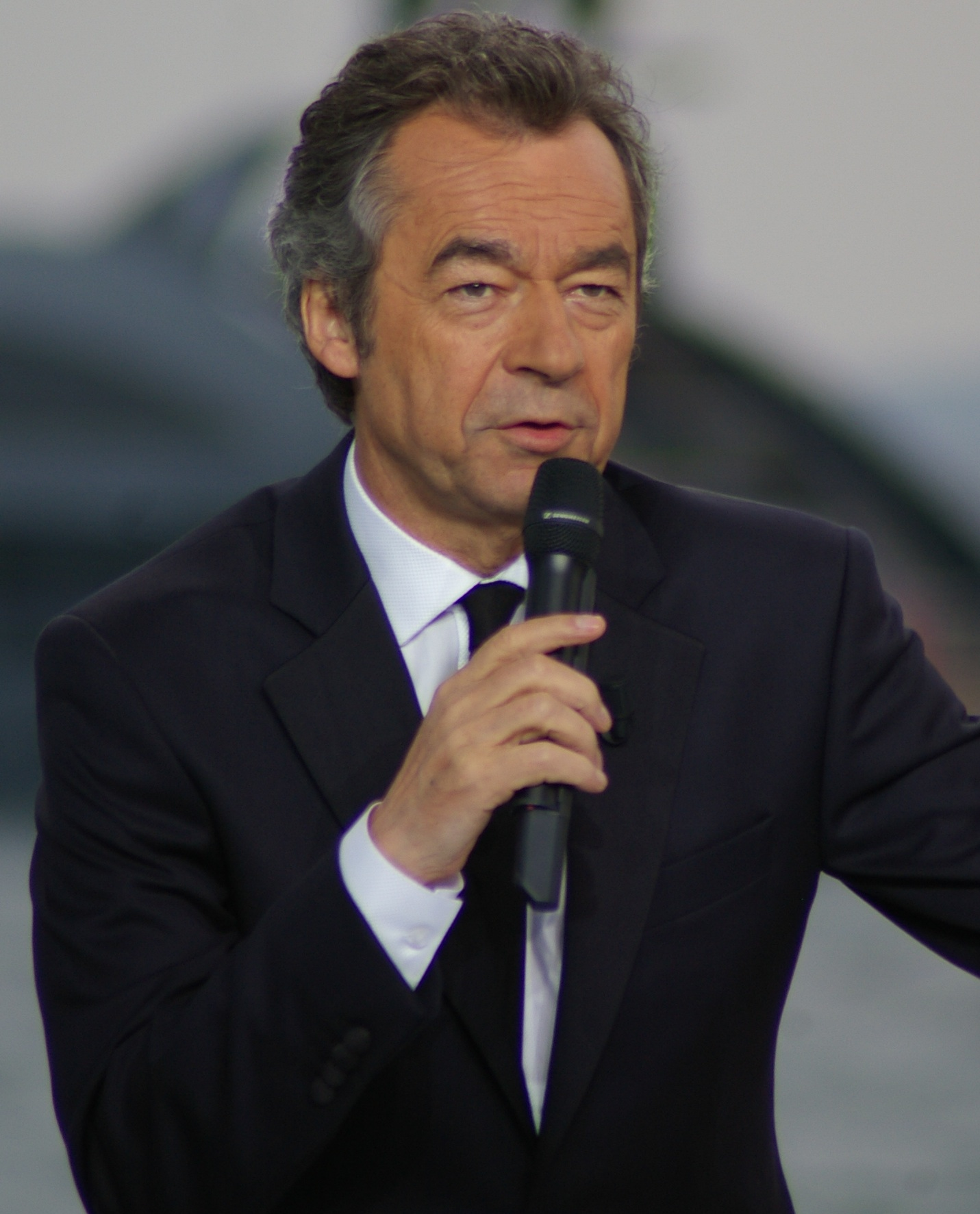
Michel Denisot, presidente del PSG dal 1991 al 1998, sotto l'era Canal+

Il primo presidente dello Stade Saint-Germain fu Félix Boyer nel 1904. L'ultimo presidente dello Stade Saint-Germain, nonché primo presidente del Paris Saint-Germain (ottenuto come ricordiamo dalla fusione tra lo Stade e il Paris FC) fu Henri Patrelle. Nel periodo della fusione tra le due società, il ruolo di presidente venne affidato dall'Assemblea Generale a Pierre-Étienne Guyot, mentre a Patrelle è affidato il ruolo di vice-presidente. Nel periodo successivo alla scissione, avvenuta nel 1972, la presidenza tornò a Petrelle. All'inizio della stagione 1973-74 un nuovo riassetto societario portò alla guida della squadra lo stilista francese Daniel Hechter, che assunse per quella stagione la carica di amministratore delegato. Nei suoi cinque anni di presidenza, la squadra della capitale ritrovò la massima serie francese dopo due stagioni passati in terza e seconda divisione. Nel gennaio del 1978 il presidente dovette abdicare per un problema nello stadio riguardo alla biglietteria: come suo successore venne scelto il vice-presidente Francis Borelli. È proprio la presidenza Borelli quella più longeva della storia della società parigina, infatti l'editore francese assunse tale carica per 13 stagioni, durante le quali la squadra vinse un campionato e due coppe nazionali. Nel 1991 il canale televisivo a pagamento Canal+ acquistò il Paris Saint-Germain e affidò la presidenza della società a diversi suoi delegati: Michel Denisot (31 maggio 1991 - 11 maggio 1998), Charles Biétry (11 maggio 1998 - 21 dicembre 1998), Lawrence Perpère (22 dicembre 1998 - 5 giugno 2003), Francis Graille (5 giugno 2003 - 2 maggio 2005) e Pierre Blayau (2 maggio 2005 - 20 giugno 2006). Durante questo periodo di tredici anni, il Paris Saint-Germain vinse un campionato, cinque coppe nazionali, due coppe di lega, due supercoppe, una Coppa delle Coppe e una coppa Intertoto. L'11 aprile 2006 Canal+ annunciò la vendita del club a un consorzio formato da Colony Capital, Butler Capital Partners e Morgan Stanley per 41 milioni di euro, dopo che il club contrasse numerosi debiti sotto la direzione di Canal+. Il ruolo di presidente venne affidato ad Alain Cayzac, che ricoprì fino al 2005 la posizione di socio di minoranza con il 2% delle azioni societarie. Le seguenti due stagioni furono complicate per il PSG, tra il caso PSG-Hapoel Tel Aviv e i risultati deludenti in campionato, e ciò portò alle dimissioni di Alain Cayzac, avvenute il 21 aprile 2008, con quattro partite ancora da giocare, mentre il PSG si ritrovava in zona retrocessione. La presidenza venne affidata provvisoriamente al direttore dell'Associazione PSG, Simon Tahar, il 23 aprile 2008 fino a quando non venne nominato Charles Villeneuve il 27 maggio 2008, pochi giorni dopo la salvezza acquisita nell'ultima giornata di campionato e la sconfitta nella finale della Coupe de France contro l'Olympique Lyonnais.
A seguito di stagioni negative sotto il consorzio formato da Colony Capital, Butler Capital Partners e Morgan Stanley, nel 2011 il 70% delle quote della squadra parigina vennero cedute per 50M di euro al Qatar Investment Authority, un fondo sovrano qatariota. Il resto del pacchetto verrà acquistato dallo stesso fondo il 6 marzo 2012, che divenne così l'unico proprietario del PSG. Alle prese con una squadra da qualche anno deficitaria sia a livello sportivo sia di bilancio, tra i primi passi della nuova gestione ci fu, da una parte, il risanamento delle casse societarie e l'istantanea popolarità della squadra a livello nazionale, europeo e internazionale, mentre dall'altra si assisté a un profondo rinnovamento dell'organigramma con le nomine di Nasser Al-Khelaïfi, Jean-Claude Blanc e Leonardo, rispettivamente, a presidente, direttore generale e direttore sportivo.
- 1970-1971  Pierre-Étienne Guyot
- 1971  Guy Crescent
- 1971-1974  Henri Patrelle
- 1974-1978  Daniel Hechter
- 1978-1991  Francis Borelli
- 1991-1998  Michel Denisot
- 1998  Charles Biétry
- 1998-2003  Laurent Perpère
- 2003-2005  Francis Graille
- 2005-2006  Pierre Blayau
- 2006-2008  Alain Cayzac
- 2008  Simon Tahar
- 2008-2009  Charles Villeneuve
- 2009  Sébastien Bazin
- 2009-2011  Robin Leproux
- 2011  Benoît Rousseau
- 2011-  Nasser Al-Khelaïfi

## Calciatori

David Ginola, centrocampista del PSG dal 1992 al 1995

In più di 50 anni di storia hanno vestito la maglia del PSG oltre 400 giocatori, in gran parte francesi, e alcuni di questi hanno militato nella nazionale francese.
Il primo calciatore a vestire la maglia della squadra parigina è stato Jean Djorkaeff, capitano della Nazionale francese. Proprio il difensore francese è stato designato come il primo capitano della squadra e ha ricoperto questo ruolo per due stagioni, fino alla separazione tra PSG e Paris FC, avvenuta nel 1972. Durante la presidenza Daniel Hechter, il centrocampista algerino Mustapha Dahleb è stato acquistato contro 1,35 milioni di franchi, una cifra record al momento del trasferimento per la squadra francese. Nelle dieci stagioni in cui ha militato nella capitale francese, Moumous ha messo a segno 98 reti, che lo rendono il quinto miglior realizzatore della storia parigina davanti al suo compagno di squadra François M'Pelé, sesto nella graduatoria con 97 reti realizzate nelle sei stagioni in cui ha difeso i colori del PSG. Sempre negli anni '70 ha vestito la maglia parigina l'attaccante argentino Carlos Bianchi che, nelle due stagioni tra le file del PSG, è stato per due volte capocannoniere della Ligue 1, realizzando 37 reti nell'edizione 1977-78 e 27 reti in quella successiva.
Nei 13 anni di presidenza Francis Borelli, il Paris Saint-Germain ruotò attorno alle figure di Dominique Baratelli, Luis Fernandez, Dominique Bathenay, Nabatingue Toko, Dominique Rocheteau, Ivica Šurjak e in seguito a Safet Sušić, Joël Bats e Gabriel Calderón, tutti pilastri delle loro rispettive nazionali. I portieri Baratelli e Bats erano i titolari dei Les Bleus, assieme a Bathenay, Fernandez e soprattutto Rocheteau, chiamato dai tifosi l'Ange Vert. Proprio l'ala destra prelevata dal Saint-Étienne nel 1980 è la vera stella del PSG con 100 reti segnate e 42 assist completati in 255 presenze ed è considerato dai più il miglior attaccante del calcio francese dell'epoca, Platini escluso. Per quanto concerne i giocatori stranieri, il centrocampista jugoslavo Safet Sušić si è imposto come il più emblematico: mai infortunato, mai sospeso, ha difeso i colori dei parigini per nove stagioni mettendo a segno 85 reti e realizzando 95 assist che lo recano al primo posto nella graduatoria dei migliori assist-men della storia della società della capitale e gli valgono il nominativo Magic Sušić.

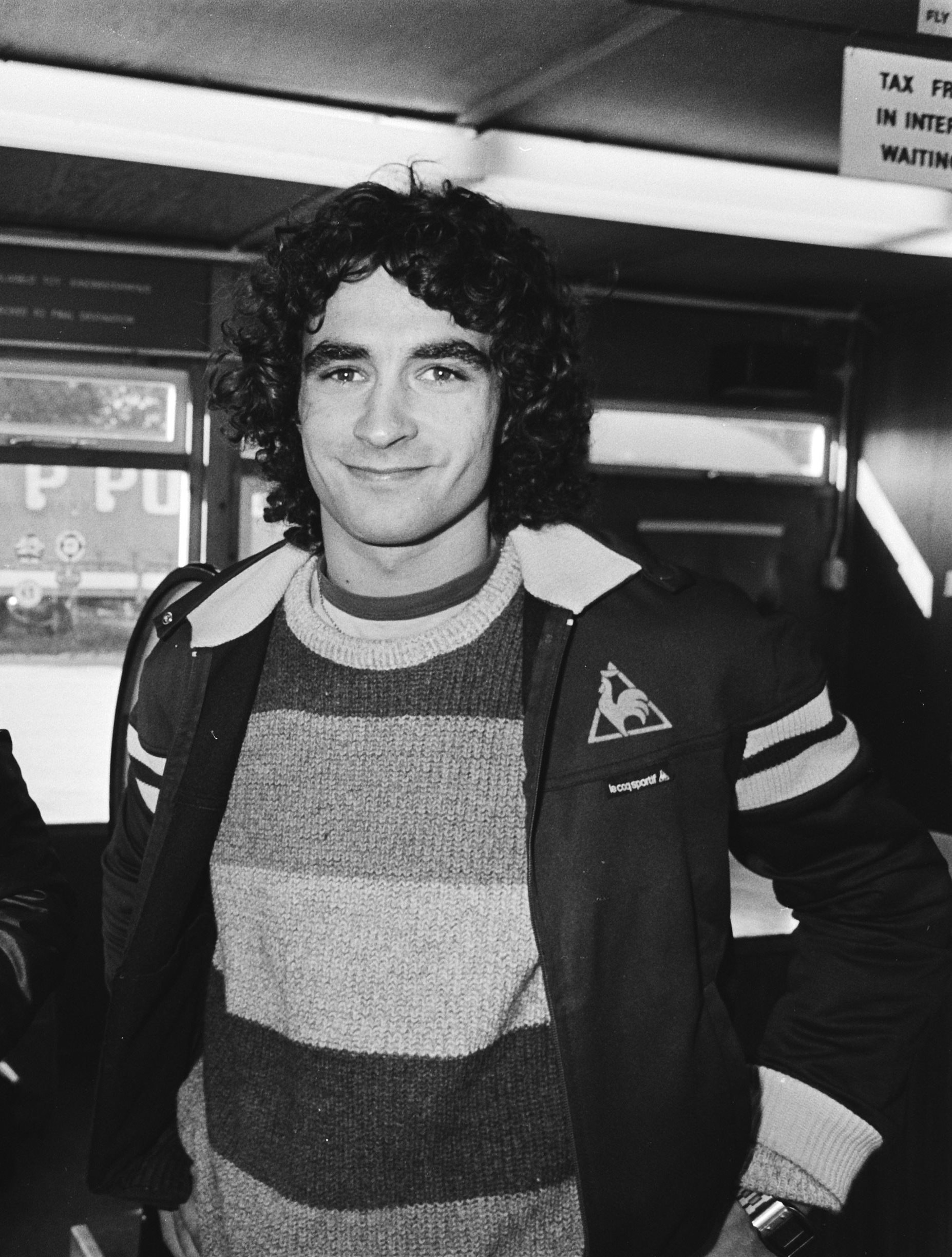
Dominique Rocheteau, campione d'Europa nel 1984

Nel 1991 il canale televisivo a pagamento Canal+ acquistò il Paris Saint-Germain, che intraprese una vigorosa campagna di rinnovamento della rosa, affidata al portoghese Artur Jorge. Tra i protagonisti del calciomercato parigino si ricordano Laurent Fournier, Bernard Pardo e Bruno Germain, tutti centrocampisti campioni di Francia in carica in maglia marsigliese, oltre a Paul Le Guen, Valdo e David Ginola. La porta venne affidata a Bernard Lama, ritenuto uno dei migliori portieri francesi di sempre. In seguito vennero acquistati anche i francesi Vincent Guérin, Youri Djorkaeff, Alain Roche, il liberiano nonché Pallone d'oro 1995 George Weah, i brasiliani Raí, Leonardo e l'italiano Marco Simone. La maggior parte dei giocatori citati formarono la spina dorsale della squadra fino al 1999. Nella stagione 2001-2002 la squadra parigina ebbe uno dei migliori organici della propria storia dal punto di vista delle individualità, tra cui figuravano Ronaldinho (poi capocannoniere della squadra per due stagioni consecutive), Nicolas Anelka, Mikel Arteta, Aloísio, Mauricio Pochettino, Gabriel Heinze, Hugo Leal, Lorik Cana ed Édouard Cissé. Nel 2003 venne acquistato il portoghese Pauleta dal Bordeaux che, a seguito delle sue 109 reti realizzate nell'arco di cinque stagioni, divenne l'allora marcatore più prolifico nella storia del club parigino.

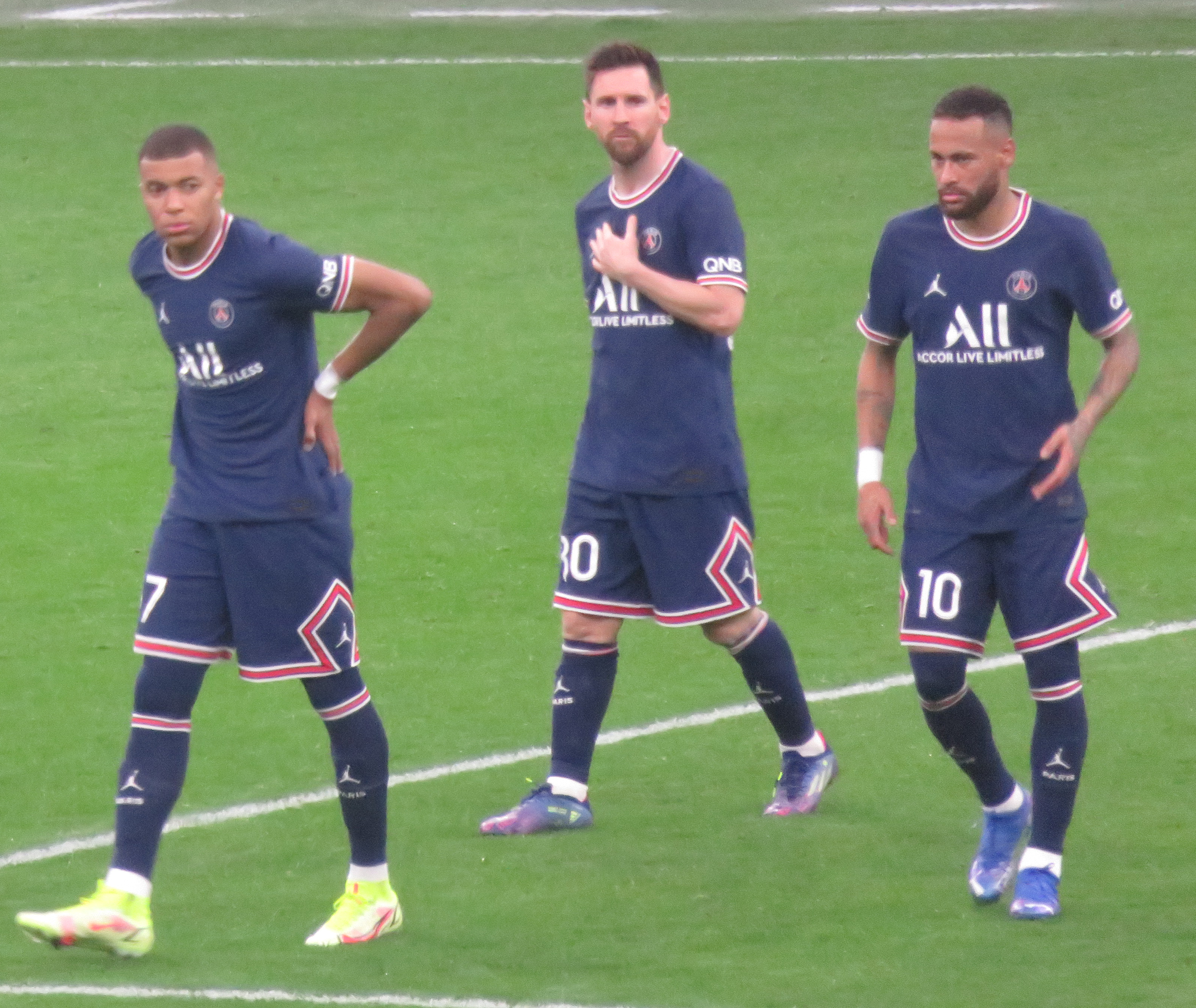
Il tridente dei primi anni 2020: il francese Kylian Mbappé, l'argentino Lionel Messi e il brasiliano Neymar

Nel 2011 il Qatar Investment Authority prelevò il club e, complice l'obiettivo di una rapida ascesa della squadra a livello nazionale e internazionale, portò avanti negli anni successivi campagne acquisti milionarie: furono acquistati il centrocampista argentino Javier Pastore, la stella svedese Zlatan Ibrahimović, che divenne l'allora migliore marcatore della storia del PSG con 156 reti realizzate in quattro stagioni, il centravanti uruguaiano Edinson Cavani, divenuto poi il miglior marcatore della storia parigina grazie alle sue 192 reti in attivo segnate dal 2013, i centrocampisti italiani Marco Verratti e Thiago Motta, il difensore brasiliano Maxwell, il centrocampista inglese David Beckham e il difensore brasiliano Thiago Silva. Nell'estate del 2017 il club parigino si rese protagonista del trasferimento più costoso nella storia del calcio, acquistando l'attaccante brasiliano Neymar. Nella stessa sessione di mercato venne acquistato anche l'attaccante francese Kylian Mbappé dal Monaco. Nel 2018 invece venne ingaggiato il portiere italiano Gianluigi Buffon, considerato tra i più forti portieri di tutti i tempi. La faraonica camapagna acquisti dell'estate 2021 vede approdare all'ombra della Torre Eiffel Achraf Hakimi dall’Inter, Sergio Ramos dal Real Madrid, il portiere italiano Gianluigi Donnarumma e soprattutto Lionel Messi dal Barcellona, vincitore di sei palloni d'oro.

### Hall of Fame

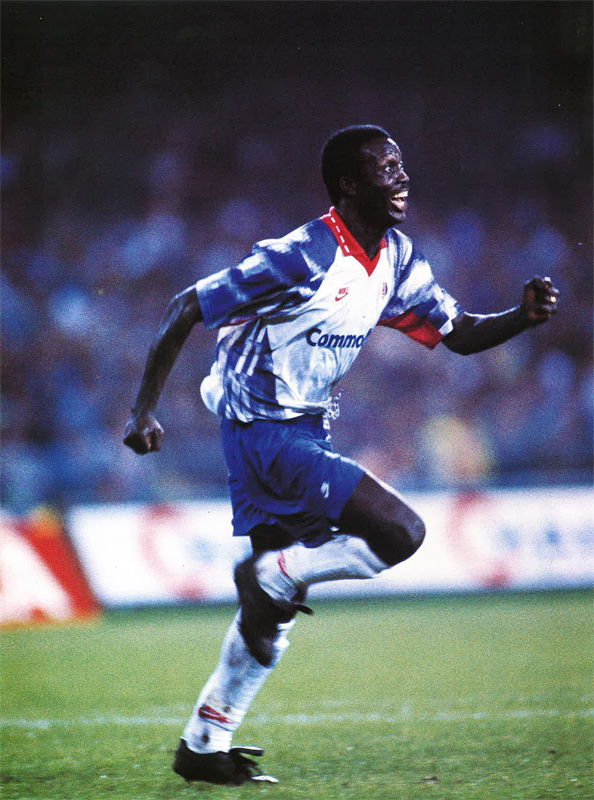
George Weah, vincitore del Pallone d'oro 1995

Il 4 luglio 2017 è stata presentata la Hall of Fame del PSG, nata allo scopo di celebrare e ricordare i migliori giocatori nella storia del club. Sono stati scelti 20 giocatori, tra i quali ha fatto discutere la presenza di David Beckham che ha disputato solo 14 incontri con la maglia parigina e l'assenza di alcuni giocatori meritevoli quali Amara Diané, Vincent Guérin, Antoine Kombouaré, Paul Le Guen e Alain Roche.
- Dominique Bathenay (1978-1985)
- David Beckham (2013)
- Carlos Bianchi (1977-1979)
- Mustapha Dahleb (1974-1984)
- Jean Djorkaeff (1970-1972)
- Jean-Pierre Dogliani (1973-1976)
- Luis Fernández (1978-1986)
- David Ginola (1992-1995)
- Zlatan Ibrahimović (2012-2016)
- Bernard Lama (1992-1997, 1998-2000)

- Jay-Jay Okocha (1998-2002)
- Pauleta (2003-2008)
- Jean-Marc Pilorget (1975-1987, 1988-1989)
- Raí (1993-1998)
- Ricardo Gomes (1991-1995)
- Dominique Rocheteau (1980-1987)
- Ronaldinho (2001-2003)
- Safet Sušić (1982-1991)
- George Weah (1992-1995)

### Capitani
Di seguito l'elenco cronologico dei capitani del PSG.
- Jean Djorkaeff (1970-1972)
- Camille Choquier (1972-1973)
- Jean-Pierre Dogliani (1973-1975)
- Humberto Coelho (1975-1976)
- Mustapha Dahleb (1976-1978)
- Dominique Bathenay (1978-1985)
- Luis Fernandez (1985-1986)
- Jean-Marc Pilorget (1986-1987)
- Fabrice Poullain (1987-1988)
- Oumar Sène (1988-1990)
- Safet Sušić (1990-1991)
- Bruno Germain (1991-1992)
- Paul Le Guen (1992-1994)
- David Ginola (1994)
- Alain Roche (1994-1995)
- Bernard Lama (1995-1997)
- Raí (1997-1998)
- Marco Simone (1998-1999)
- Ali Benarbia (1999-2000)
- Michel Madar (1998-2001)
- Frédéric Déhu (2000-2002, 2003-2004)
- Mauricio Pochettino (2002-2003)
- José-Karl Pierre-Fanfan (2004-2005)
- Pedro Miguel Pauleta (2005-2008)
- Claude Makélélé (2008-2011)
- Mamadou Sakho (2011-2012)
- Christophe Jallet (2012)
- Thiago Silva (2012-2020)
- Marquinhos (2020-oggi)

### Vincitori di titoli
Campioni del mondo

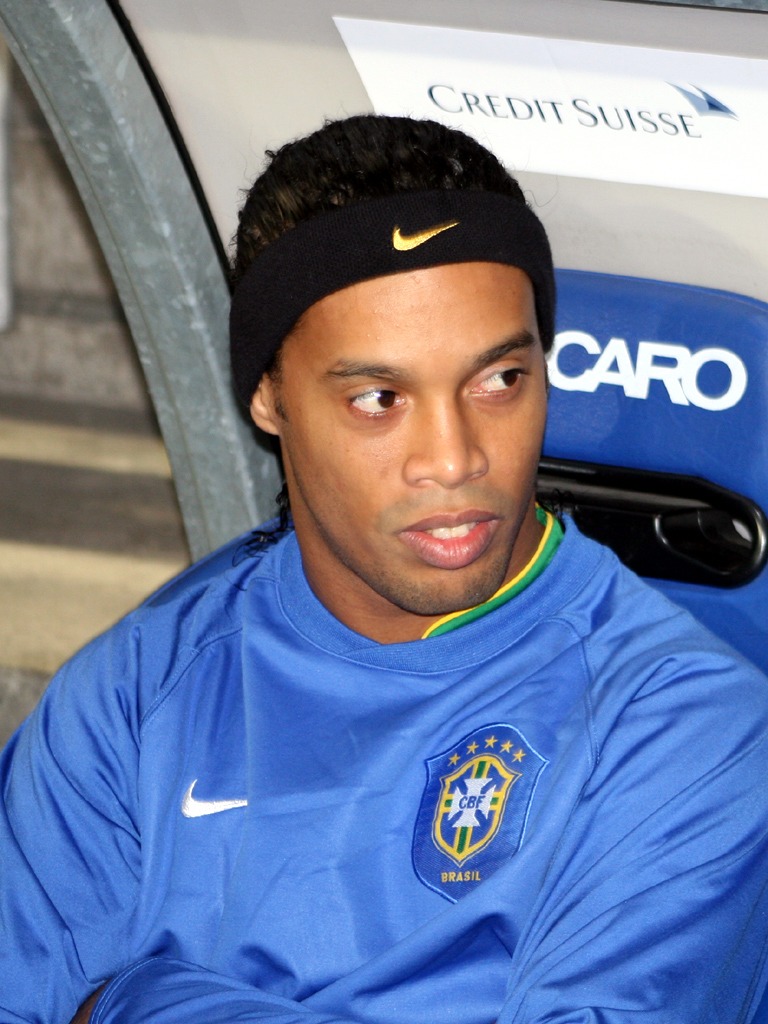
Ronaldinho, campione del mondo nel 2002

Di seguito l'elenco dei giocatori che hanno vinto il campionato mondiale di calcio durante il periodo di militanza nel Paris Saint-Germain:
- Raí (Stati Uniti 1994)
- Bernard Lama (Francia 1998)
- Ronaldinho (Corea del Sud-Giappone 2002)
- Alphonse Areola (Russia 2018)
- Presnel Kimpembe (Russia 2018)
- Kylian Mbappé (Russia 2018)
- Lionel Messi (Qatar 2022)

Campioni d'Europa
Di seguito l'elenco dei giocatori che hanno vinto il campionato europeo di calcio durante il periodo di militanza nel Paris Saint-Germain:
- Dominique Rocheteau (Francia 1984)
- Luis Fernández (Francia 1984)
- Bernard Lama (Belgio-Paesi Bassi 2000)
- Alessandro Florenzi (Europa 2020)
- Marco Verratti (Europa 2020)
- Fabián Ruiz (Germania 2024)

Campioni del Sud America
Di seguito l'elenco dei giocatori che hanno vinto la Copa América durante il periodo di militanza nel Paris Saint-Germain:
- Leonardo (Bolivia 1997)
- Dani Alves (Brasile 2019)
- Marquinhos (Brasile 2019)
- Thiago Silva (Brasile 2019)
- Ángel Di María (Brasile 2021)
- Leandro Paredes (Brasile 2021)

Campioni d'Africa
Di seguito l'elenco dei giocatori che hanno vinto la Coppa d'Africa durante il periodo di militanza nel Paris Saint-Germain:
- Selim Ben Achour (Tunisia 2004)
- Serge Aurier (Guinea Equatoriale 2015)
- Abdou Diallo (Camerun 2021)
- Idrissa Gana Gueye (Camerun 2021)

Calciatori vincitori della Nations League
- Presnel Kimpembe (2021)
- Kylian Mbappé (2021)

Calciatori campioni olimpici di calcio
- Marquinhos (Rio de Janeiro 2016)

Riconoscimenti individuali
- The Best FIFA Men's Player: 1

 Lionel Messi (2022)
- Trofeo Kopa: 1

 Kylian Mbappé (2018)
- Calciatore africano dell'anno: 1

 George Weah (1994)
- Trofeo Jašin: 1

 Gianluigi Donnarumma (2021)

### Contributo alle nazionali di calcio

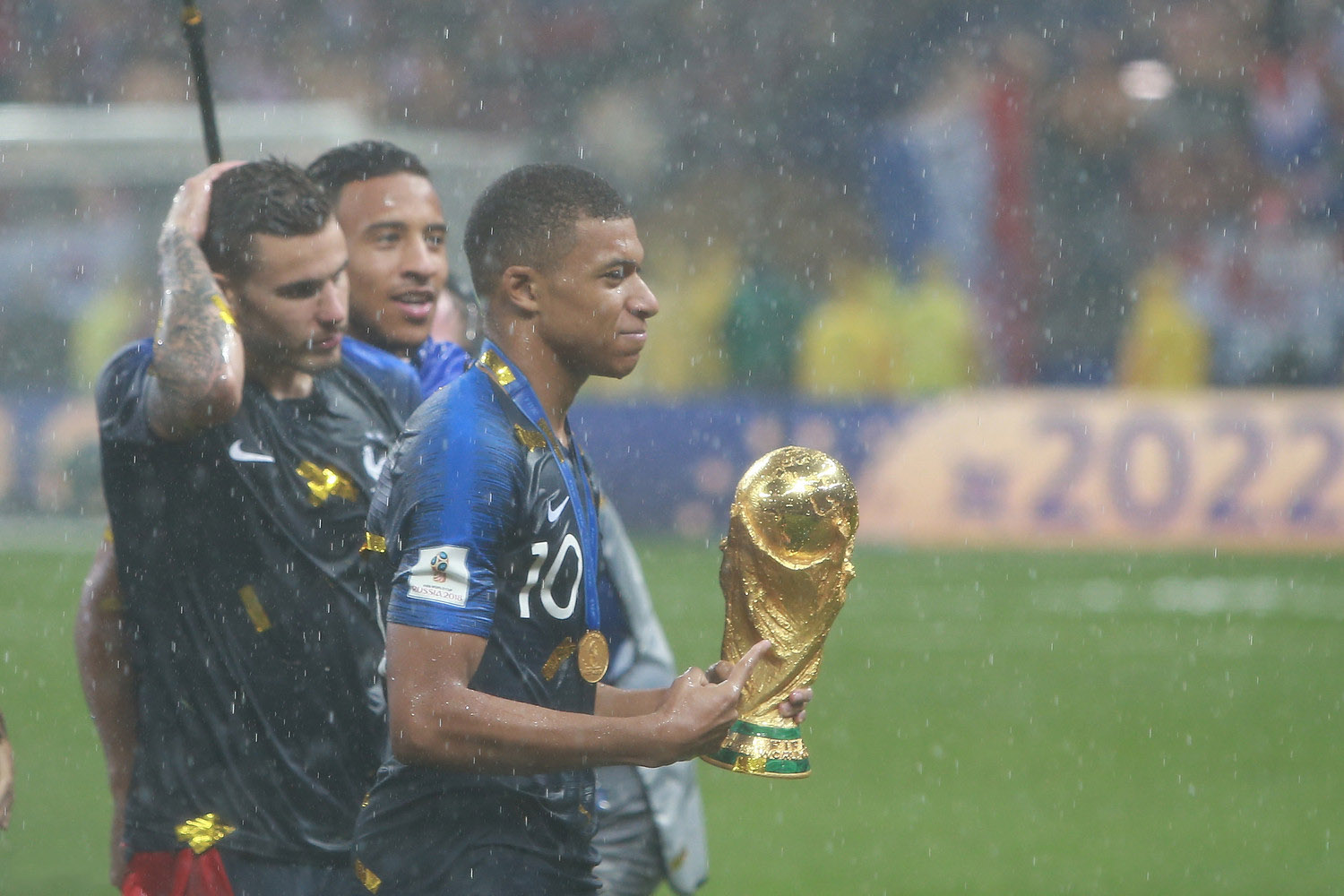
Kylian Mbappé, campione del mondo nel 2018

Essendosi affermato soltanto in epoca recente come club di vertice nel panorama calcistico mondiale, prima degli anni novanta il PSG non ha mai annoverato tra i propri ranghi molti giocatori convocati dalle rispettive nazionali, come testimoniano anche i risultati che in pochi hanno ottenuto con le proprie selezioni. I calciatori dei Parisiens campioni del mondo sono stati i brasiliani Raí (Stati Uniti 1994), Ronaldinho (Corea del Sud-Giappone 2002), i francesi Bernard Lama (Francia 1998), Alphonse Areola, Presnel Kimpembe e Kylian Mbappé (Russia 2018) e l'argentino Lionel Messi (Qatar 2022). In ambito continentale, invece, campioni d'Europa sono stati lo stesso Lama (Belgio-Paesi Bassi 2000), Luis Fernández e Dominique Rocheteau (Francia 1984), mentre nel 2021 hanno vinto l'Europeo Marco Verratti e Alessandro Florenzi. Infine vincitori della Confederations Cup sono stati i transalpini Laurent Robert e Nicolas Anelka, che hanno trionfato entrambi a Corea del Sud e Giappone 2001, i brasiliani Thiago Silva e Lucas Moura, vincitori a Brasile 2013 e infine i tedeschi Julian Draxler e Kevin Trapp, vincitori a Russia 2017.
Anche dai dati statistici delle vittorie in ambito internazionale si evince che, oltre che alla nazionale francese, il PSG ha principalmente fornito giocatori pure a quella brasiliana. Inoltre, essendo da anni una squadra tradizionalmente composta anche da calciatori di diverse nazionalità, ha o ha avuto un buon numero di rappresentanti italiani, argentini, jugoslavi, portoghesi, tedeschi e algerini.

## Palmarès

### Competizioni nazionali
- Campionato francese: 13  (record)

1985-1986, 1993-1994, 2012-2013, 2013-2014, 2014-2015, 2015-2016, 2017-2018, 2018-2019, 2019-2020, 2021-2022, 2022-2023, 2023-2024, 2024-2025
- Coppa di Francia: 16  (record)

1981-1982, 1982-1983, 1992-1993, 1994-1995, 1997-1998, 2003-2004, 2005-2006, 2009-2010, 2014-2015, 2015-2016, 2016-2017, 2017-2018, 2019-2020, 2020-2021, 2023-2024, 2024-2025
- Coppa di Lega francese: 9  (record)

1994-1995, 1997-1998, 2007-2008, 2013-2014, 2014-2015, 2015-2016, 2016-2017, 2017-2018, 2019-2020
- Supercoppa francese: 13  (record)

1995, 1998, 2013, 2014, 2015, 2016, 2017, 2018, 2019, 2020, 2022, 2023, 2024.

### Competizioni internazionali
- UEFA Champions League: 1  (record francese a pari merito con l'Olympique Marsiglia)

2024-2025
- Supercoppa UEFA: 1  (record francese)

2025
- Coppa delle Coppe: 1 (record francese)

1995-1996
- Coppa Intertoto UEFA: 1  (record francese a pari merito con Bordeaux, Strasburgo, Guingamp, Auxerre, Bastia, Lione, Montpellier, Olympique Marsiglia, Troyes, Lilla e Lens)

2001

### Competizioni giovanili
- Championnat National U19: 6

2005-2006, 2009-2010, 2010-2011, 2015-2016, 2023-2024, 2024-2025
- Coppa Gambardella: 1

1991

### Altri piazzamenti
- Campionato francese:

Secondo posto: 1988-1989, 1992-1993, 1995-1996, 1996-1997, 1999-2000, 2003-2004, 2011-2012, 2016-2017, 2020-2021
Terzo posto: 1982-1983, 1991-1992, 1994-1995
- Campionato francese di seconda divisione:

Secondo posto: 1973-1974 (girone B)
- Coppa di Francia:

Finalista: 1984-1985, 2002-2003, 2007-2008, 2010-2011, 2018-2019
- Coppa di Lega francese:

Finalista: 1999-2000
Semifinalista: 2001-2002, 2008-2009, 2010-2011
- Supercoppa francese:

Finalista: 1986, 2004, 2006, 2010, 2021
- UEFA Champions League:

Finalista: 2019-2020
Semifinalista: 1994-1995, 2020-2021, 2023-2024
- Coppa delle Coppe:

Finalista: 1996-1997
Semifinalista: 1993-1994
- Coppa UEFA:

Semifinalista: 1992-1993
- Supercoppa UEFA:

Finalista: 1996
- Coppa del mondo per club FIFA:

Finalista: 2025
- UEFA Youth League:

Finalista: 2015-2016

## Statistiche e record

### Partecipazione ai campionati e ai tornei internazionali

#### Campionati nazionali
Dalla stagione 1970-1971 alla 2024-2025 il club ha ottenuto le seguenti partecipazioni ai campionati nazionali:
| Livello | Categoria            | Partecipazioni | Debutto   | Ultima stagione | Totale |
| ------- | -------------------- | -------------- | --------- | --------------- | ------ |
| 1º      | Ligue 1              | 52             | 1971-1972 | 2024-2025       | 52     |
| 2º      | Ligue 2              | 2              | 1970-1971 | 1973-1974       | 2      |
| 3º      | Championnat National | 1              | 1972-1973 | 1972-1973       | 1      |

#### Tornei internazionali
Alla stagione 2024-2025 il club ha ottenuto le seguenti partecipazioni ai tornei internazionali:
| Competizione                          | Partecipazioni | Debutto   | Ultima stagione |
| ------------------------------------- | -------------- | --------- | --------------- |
| Coppa dei Campioni / Champions League | 18             | 1986-1987 | 2024-2025       |
| Coppa delle Coppe                     | 6              | 1982-1983 | 1998-1999       |
| Supercoppa UEFA                       | 1              | 1996      | 1996            |
| Coppa UEFA / Europa League            | 9              | 1984-1985 | 2011-2012       |
| Coppa Intertoto                       | 1              | 2001      | 2001            |

### Statistiche di squadra
In 55 stagioni sportive a partire dall'esordio ufficiale, risalente al 23 agosto 1970, il Paris Saint-Germain ha disputato 52 edizioni del campionato di massima serie, due edizioni del campionato cadetto e una della terza serie. Il PSG inoltre detiene molti record, in particolare con 51 titoli nazionali vinti - 13 campionati, 16 coppe nazionali, 9 coppe di lega e 13 supercoppe - è il club più titolato di Francia davanti a Olympique Marsiglia e Saint-Étienne; il club partecipa ininterrottamente nella Ligue 1 dalla stagione 1974-1975 divenendo così la prima squadra francese a disputare almeno 45 edizioni consecutive del massimo campionato francese, detronizzando il Nantes che ne aveva invece disputate ininterrottamente 44 dal 1963 al 2007. Infine è uno dei soli due club francesi ad aver vinto la UEFA Champions League (assieme all'Olympique Marsiglia) ma è la compagine transalpina più titolata a livello internazionale (3).
Il peggior risultato in campionato del club è stato il 16º posto, piazzamento raggiunto nelle stagioni 1971-72 e 2007-08. La stagione 2015-16 è stata la migliore della squadra della capitale, nella quale ha realizzato 96 punti in campionato (record nazionale) e ha alzato, oltre il campionato, la coppa nazionale, la coppa di lega e la supercoppa francese, raggiungendo i quarti di finale della UEFA Champions League. Nella stessa stagione, l'attaccante dei parigini Zlatan Ibrahimović ha segnato 50 gol in tutte le competizioni (record per un singolo giocatore nella storia della squadra). Tuttavia, il record del club per il numero di reti realizzate in una singola stagione è stato raggiunto nel 2017-18, quando la squadra della capitale ha segnato 171 gol in tutte le competizioni.
Il PSG è anche l'unico club ad aver vinto la Coupe de la Ligue per cinque volte consecutive (2014-2018); l'unico club ad aver vinto la Coupe de France quattro volte di fila (2015-2018); l'unico club ad aver vinto la supercoppa francese per otto volte consecutive (2013-2020); l'unico club europeo ad aver vinto tutti e quattro i titoli nazionali, insieme al Manchester City (Ligue 1, Coupe de France, Coupe de la Ligue e Trophée des Champions) in una sola stagione, ma il solo club ad aver centrato questo traguardo in più di una stagione (2014-15, 2015-16, 2017-18 e 2019-20); l'unico club ad aver vinto la Coupe de France senza subire alcuna rete (1992-93 e 2016-17); una delle sole due squadre a raggiungere la finale della coppa nazionale cinque volte di seguito; e il club con la maggior parte delle finali giocate allo Stade de France (18). La vittoria più pesante in campionato è avvenuta contro il Troyes allo Stade de l'Aube (2015-2016) e contro il Guingamp al Parco dei Principi (2018-2019), con il risultato esatto di 9-0. Mentre la sconfitta più pesante in campionato è avvenuta contro lo Stade de Reims allo Stadio Auguste Delaune (1974-1975), terminata 6-1 per gli avversari.
A livello internazionale la miglior vittoria è per 7-1, ottenuto in due occasioni: contro il Celtic nella fase a gruppi della UEFA Champions League 2017-2018 e contro il Gent nella semifinale della Coppa Intertoto 2001; la peggior sconfitta è invece un 6-1, subito anche stavolta per due volte: contro il Barcellona nel ritorno degli ottavi della UEFA Champions League 2016-2017 e contro la Juventus nell'andata della Supercoppa UEFA 1996.

### Statistiche individuali
Il giocatore con più presenze nelle competizioni europee è Marquinhos (108), mentre il miglior marcatore è Kylian Mbappé (42).
Aggiornate al 13 agosto 2025.

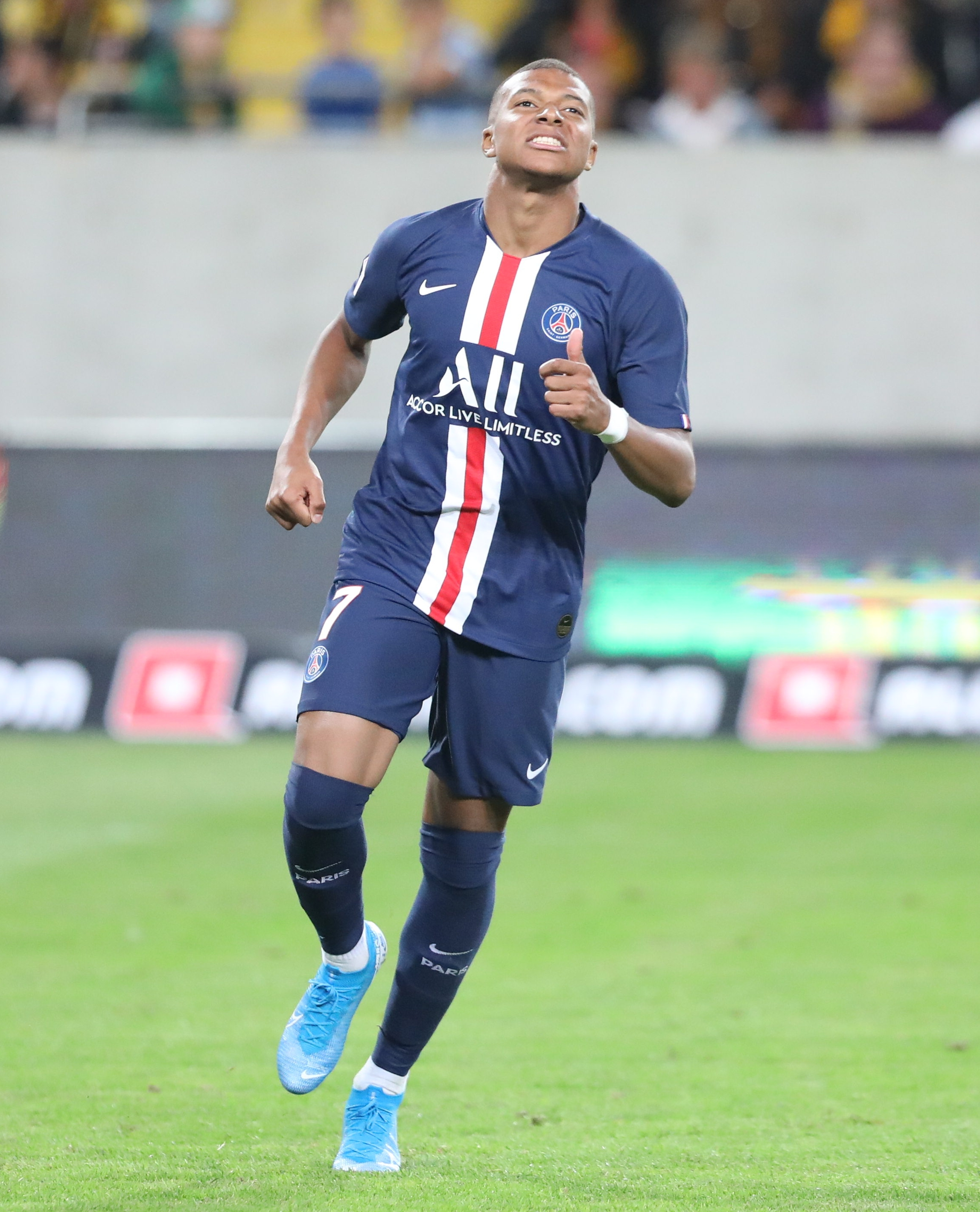
Kylian Mbappé è il miglior marcatore di tutti i tempi del Paris Saint-Germain.

| Record di presenze - 490 Marquinhos (2013-oggi) - 435 Jean-Marc Pilorget (1975-1987, 1988-1989) - 416 Marco Verratti (2012-2023) - 380 Sylvain Armand (2004-2013) - 344 Paul Le Guen (1991-1998) - 344 Safet Sušić (1982-1991) - 318 Bernard Lama (1992-1997, 1998-2000) - 315 Thiago Silva (2012-2020) - 310 Mustapha Dahleb (1974-1984) - 308 Kylian Mbappé (2017-2024) | Record di reti - 256 Kylian Mbappé (2017-2024) - 200 Edinson Cavani (2013-2020) - 156 Zlatan Ibrahimović (2012-2016) - 118 Neymar (2017-2023) - 108 Pauleta (2003-2008) - 100 Dominique Rocheteau (1980-1987) - 98 Mustapha Dahleb (1974-1984) - 97 François M'Pelé (1973-1979) - 92 Ángel Di María (2015-2022) - 85 Safet Sušić (1982-1991) |

## Tifoseria

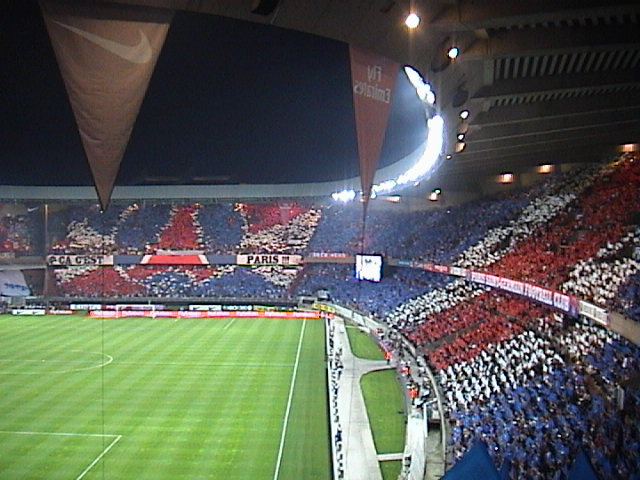
Coreografia dei tifosi parigini

Il PSG è una delle squadre più popolari di Francia dietro ai rivali dell'Olympique Marsiglia e anche club quali Saint-Étienne e Nantes, secondo un sondaggio datato nel 2020. Nonostante il periodo di dominio della formazione parigina nel calcio francese negli anni 2010, la maggior preferenza della popolazione cittadina per il rugby è decisiva in confronto con città con prevalente interesse calcistico come quelle d'origine dei club citati.
Il record di affluenza è di 46 860 spettatori durante la partita di campionato contro il Bordeaux della stagione 2015-2016. Considerando solo le partite di Champions League, il numero massimo di spettatori scende ai 46 612 fatti registrare in occasione della vittoria contro il Malmö avvenuta nella medesima stagione.

### Storia

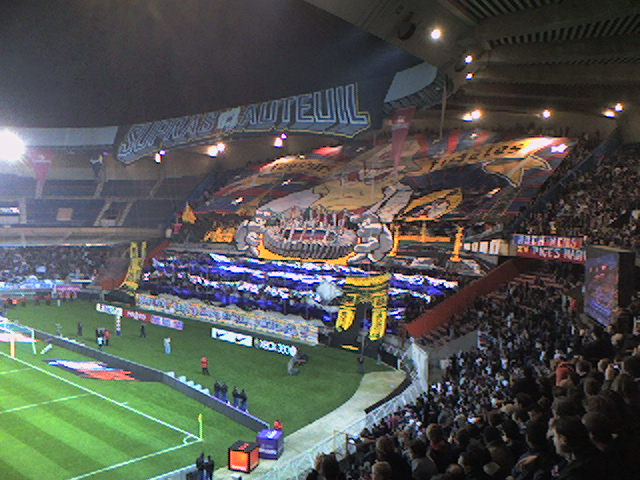
Anniversario del quindicesimo anno dei Supras Auteuil, gruppo di sostenitori del PSG, avvenuto in occasione della partita casalinga contro il Bordeaux nel 2006

Nessun altro stadio rispecchia meglio le divisioni e le declinazioni del tifo francese. Il Parco dei principi di Parigi, due curve, due visioni violente del calcio. Da una parte i fascisti, dall'altra gli anarchici, uniti dall'amore per il Paris Saint Germain, divisi da odio cieco e reciproco. Le curve della reggia del PSG ospitano in tutto undici gruppi di tifosi. La più antica è quella dei Boulogne Boys, associazione ufficiale di mille membri circa, under 30, fondata nel 1985. Alla fine degli Anni '80, i Boulogne erano già i tifosi più fedeli e i più violenti. Essi erano gli esponenti di un ideale di destra, che troppo spesso andava a coincidere con vero e proprio nazismo. In origine il gruppo ultras non venne fondato con tale intento, ma con il passare degli anni, venne visto sempre più come la possibilità di accasamento per molti casi sociali, rilasciati da prigioni o con pesanti precedenti penali, basati principalmente sul razzismo. In quel periodo il Paris Saint Germain fa registrare una grande presenza ultras nonostante gli scarsi risultati sul campo. Ogni trasferta dei parigini finisce sempre con uno spargimento di sangue fra le tifoserie. La spirale di odio è degenerata in guerra fratricida con la nascita nel 1993 dei Mystic Tigris, tifosi di origine magrebina, portoghese e antillana. L'associazione, non ufficiale e sciolta la scorsa estate, si impossessò della curva Auteuil, di solito riservata ai tifosi ospiti, diametralmente opposta alla Boulogne. Un'opposizione non solo architettonica. Anche gli steward ormai fanno da spartiacque: europei da una parte, neri e arabi dall'altra per motivi di sicurezza. Allora proprietaria, Canal+ vedeva di buon occhio il nuovo gruppo di 500 membri che controbilanciava canti nazionalisti e svastiche della Boulogne. Lo stampo anarchico dei Mystic però non fece che accelerare la contrapposizione per il controllo dello stadio parigino. Con il tempo la lontananza nello stadio tra Tigris e Boys divenne sempre più simbolo di una opposta concezione politica e sociale. Nel 2003, i Mystic festeggiano il decimo anniversario con uno striscione senza equivoci: «Il futuro ci appartiene». Un affronto per i Boulogne. Ma la guerra è rinviata di un anno e mezzo grazie al pugno di ferro del direttore della sicurezza dello stadio, licenziato nel maggio 2005 in seguito alla pressione dei gruppi ultrà Boulogne e Auteuil, uniti per togliere di mezzo il comune avversario: striscioni di contestazione, scioperi del tifo, procedure giudiziarie contro la società. Eliminato l'ostacolo, inizia la guerra. Al Parc de Princes, dentro e fuori, in trasferta, guerriglia negli stadi del resto del paese, nelle aree di servizio lungo le autostrade. Feriti, aggressioni, insulti, arresti, tafferugli sistematici con le forze dell'ordine, prese di mira da tutti. La situazione degenerò il 23 novembre 2006, dopo una partita di Coppa UEFA, quando un poliziotto di colore spara per salvare dal linciaggio un tifoso, ebreo, francese, dell'Hapoel Tel Aviv, aggredito da una banda di teppisti: un hooligan dei Boulogne muore, un altro rimane ferito gravemente. Il governo emanò allora decreti atti al vietare l’ingresso nel Parc des Princes, ed in tutti gli stadi d’Europa agli ultras del PSG. Nel frattempo, molti dei restanti gruppi di tifosi formarono il Collectif Ultras Paris (CUP) con l'obiettivo di ottenere l'accesso al Parc des Princes. Nell'ottobre 2016, dopo un'assenza di sei anni, il club e il CUP hanno prima concordato un ritorno al Parc des Princes in occasione della partita contro il Bordeaux. La prefettura ha già annunciato che i comportamenti degli ultras saranno monitorati con attenzione e che in caso di incidenti la loro presenza allo stadio non sarà più tollerata.

### Gemellaggi e rivalità

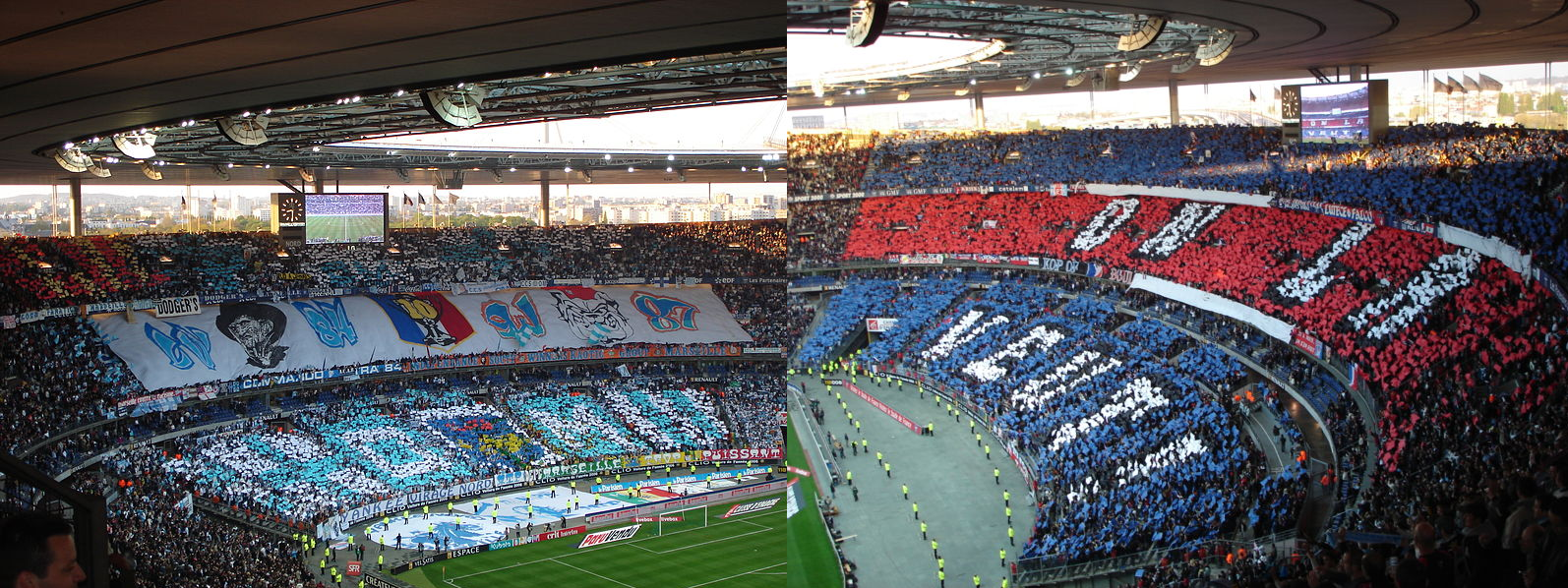
Le coreografie delle tifoserie marsigliese e parigina in occasione della finale della Coupe de France nella stagione 2005-2006

Il Paris Saint-Germain condivide un'intensa rivalità con l'Olympique Marsiglia, con cui dà vita al cosiddetto Le Classique; si tratta di una delle rivalità calcistiche più sentite di Francia poiché vede contrapporsi le due squadre più seguite e titolate del paese. L'inizio del conflitto risale agli anni 80 del XX secolo, quando l'emittente Canal+ acquisì la maggioranza delle azioni del PSG e portò la squadra a competere con l'OM sul mercato dei trasferimenti; secondo alcune voci dell'epoca, fu la lega francese stessa a spingere Canal+ all'acquisto del club parigino, in modo da creare un antagonista credibile al dominio dell'OM, che in quegli anni aveva reso il campionato meno competitivo e prestigioso che mai.
Altre rivalità del PSG, consolidatesi soprattutto negli anni 2000, sono con l'Olympique Lione, il Montpellier e il Monaco.
Buona parte della tifoseria ha buoni rapporti con la tifoseria del Napoli, se non un vero e proprio gemellaggio per via anche delle ragioni storiche che legano le due città, , ad eccezione del gruppo Karsud che nel 2018 durante il match valevole per la Champions League giocata a Napoli, si è reso protagonista di alcuni scontri con i sostenitori partenopei.
I Karsud inoltre intrattengono rapporti di amicizia con la tifoseria del Siracusa.

## Organico

### Rosa 2025-2026
Rosa e numerazione aggiornate al 12 agosto 2025.
| N. |                          | Ruolo | Calciatore             |
| -- | ------------------------ | ----- | ---------------------- |
| 1  | Italia (bandiera)        | P     | Gianluigi Donnarumma   |
| 2  | Marocco (bandiera)       | D     | Achraf Hakimi          |
| 3  | Francia (bandiera)       | D     | Presnel Kimpembe       |
| 5  | Brasile (bandiera)       | D     | Marquinhos (capitano)  |
| 6  | Ucraina (bandiera)       | D     | Illja Zabarnyj         |
| 7  | Georgia (bandiera)       | A     | Khvicha K'varatskhelia |
| 8  | Spagna (bandiera)        | C     | Fabián Ruiz            |
| 9  | Portogallo (bandiera)    | A     | Gonçalo Ramos          |
| 10 | Francia (bandiera)       | A     | Ousmane Dembélé        |
| 14 | Francia (bandiera)       | C     | Désiré Doué            |
| 17 | Portogallo (bandiera)    | C     | Vitinha                |
| 19 | Corea del Sud (bandiera) | C     | Lee Kang-in            |
| 21 | Francia (bandiera)       | D     | Lucas Hernández        |

| N. |                       | Ruolo | Calciatore         |
| -- | --------------------- | ----- | ------------------ |
| 24 | Francia (bandiera)    | C     | Senny Mayulu       |
| 25 | Portogallo (bandiera) | D     | Nuno Mendes        |
| 29 | Francia (bandiera)    | A     | Bradley Barcola    |
| 30 | Francia (bandiera)    | P     | Lucas Chevalier    |
| 33 | Francia (bandiera)    | C     | Warren Zaïre-Emery |
| 35 | Brasile (bandiera)    | D     | Lucas Beraldo      |
| 39 | Russia (bandiera)     | P     | Matvej Safonov     |
| 44 | Francia (bandiera)    | C     | Ayman Kari         |
| 51 | Ecuador (bandiera)    | D     | Willian Pacho      |
| 70 | Francia (bandiera)    | P     | Lucas Lavallée     |
| 80 | Spagna (bandiera)     | P     | Arnau Tenas        |
| 87 | Portogallo (bandiera) | C     | João Neves         |

## Attività polisportiva
Il club ha istituito un'attività polisportiva a partire dal 1941 con l'istituzione di una sezione di pallamano, seguita dalla sezione di Calcio femminile a partire dal 1971 e dalla sezione mista di judo (dal 2017).

### PSG eSports
Il club ha una sezione eSport lanciata nel 2016 in collaborazione con l'associazione Webedia. La sezione ha divisioni attive in diversi videogiochi quali: FIFA, League of Legends, Dota 2 e Brawl Stars.

### Organico
Aggiornato al 25 dicembre 2020.
| Videogioco        | Gamer                 | Alter ego     | Anni di attività |
| ----------------- | --------------------- | ------------- | ---------------- |
| FIFA              | Ahmed Al-Meghessib    | "Aameghessib" | 2017-oggi        |
| FIFA Mobile       | Mo Zi-Long            | "MzDragon"    | 2018-oggi        |
| FIFA Mobile       | Chen Jun-Yu           | "Milano"      | 2018-oggi        |
| FIFA Mobile       | Li Si-Jun             | "Yuwenc"      | 2018-oggi        |
| League of Legends | Su Chia-Hsiang        | "Hanabi"      | 2020-oggi        |
| League of Legends | Kim Dong-woo          | "River"       | 2020-oggi        |
| League of Legends | Kim Seung-ju          | "Candy"       | 2020-oggi        |
| League of Legends | Wong Chun Kit         | "Unified"     | 2020-oggi        |
| League of Legends | Ling Kai Wing         | "Kaiwing"     | 2020-oggi        |
| Dota 2            | Jian Wei Yap          | "xNova"       | 2018-oggi        |
| Dota 2            | Xu Linsen             | "fy"          | 2018-oggi        |
| Dota 2            | Yang Shenyi           | "Chalice"     | 2018-oggi        |
| Dota 2            | Li Zhiwen             | "ASD"         | 2020-oggi        |
| Dota 2            | Lu Yao                | "Maybe"       | 2018-oggi        |
| Brawl Stars       | Nicholas Wilson Ng    | "CoupdeAce"   | 2020-oggi        |
| Brawl Stars       | Kogure Yo             | "Relyh"       | 2020-oggi        |
| Brawl Stars       | Jordon Koh Yuen Sheng | "Jordon"      | 2020-oggi        |
| Brawl Stars       | Charleston Yeo        | "Scythe"      | 2020-oggi        |